# Liste der Biografien/Jak
Liste der Biografien |
Portal Biografien |
Personensuche
# |
A |
B |
C |
D |
E |
F |
G |
H |
I |
J |
K |
L |
M |
N |
O |
P |
Q |
R |
S |
T |
U |
V |
W |
X |
Y |
Z |
?
 
Ja |
Jb |
Jd |
Je |
Jh |
Ji |
Jj |
Jl |
Jn |
Jm |
Jo |
Jp |
Jr |
Js |
Jt |
Ju |
Jv |
Jw |
Jy
 
Jaa |
Jab |
Jac |
Jad |
Jae |
Jaf |
Jag |
Jah |
Jai |
Jaj |
Jak |
Jal |
Jam |
Jan |
Jao |
Jap |
Jaq |
Jar |
Jas |
Jat |
Jau |
Jav |
Jaw |
Jax |
Jay |
Jaz
Die Liste der Biografien führt alle Personen auf, die in der deutschsprachigen Wikipedia einen Artikel haben. Dieses ist eine Teilliste mit 589 Einträgen von Personen, deren Namen mit den Buchstaben „Jak“ beginnt.

## Jak

### Jaka
- Jaka, Faraz (* 1985), US-amerikanischer Pokerspieler
- Jakab, András (* 1978), ungarischer Rechtswissenschafter und Richter
- Jakab, Eugen (* 1943), österreichischer Pianist
- Jakab, István (1928–2013), slowakischer Sprachwissenschaftler und Hochschullehrer
- Jakab, János (* 1986), ungarischer Tischtennisspieler
- Jakab, Péter (* 1980), ungarischer Politiker
- Jakabfi, Zsanett (* 1990), ungarische Fußballspielerin
- Jakabos, Zsuzsanna (* 1989), ungarische Schwimmerin
- Jakac, Božidar (1899–1989), slowenischer Maler, Grafiker, Fotograf und Hochschullehrer
- Jakadofsky, Nikola (* 1963), österreichische Keramikerin, Kunsthandwerkerin, Natur- und Landschaftsvermittlerin
- Jakait, Janice (* 1977), deutsche Ozeanrudererin und SachbuchautorinJanice Jakait (* 1977)

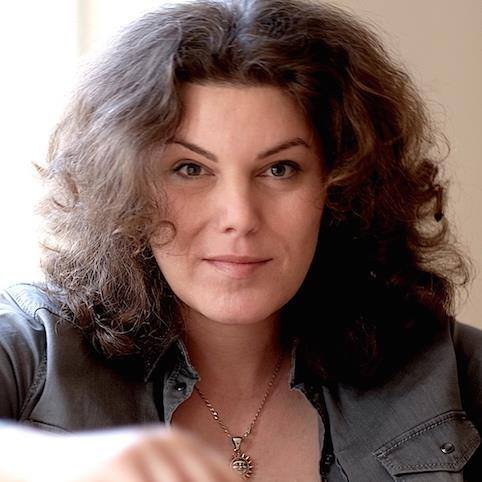
Janice Jakait (* 1977)

- Jakamarra, Long Jack Phillipus (* 1932), australischer Aborigines-Künstler
- Jakamarra, Michael Nelson († 2020), australischer Maler
- Jakaraj Tonehongsa (* 1973), thailändischer Fußballtrainer
- Jakavonis, Gediminas (* 1958), litauischer Politiker
- Jakavonytė, Angelė (* 1959), litauische Politikerin, Mitglied des Seimas

### Jake
- Jake One, US-amerikanischer Hip-Hop-Produzent und Rapper
- Jake the Rapper (* 1970), US-amerikanischer Rapper, Techno-DJ und Schauspieler
- Jäke, Katrin (* 1973), deutsche Schwimmerin
- Jäkel, August (1930–1994), deutscher Bildhauer
- Jäkel, Bernd (* 1954), deutscher Regattasegler
- Jäkel, Eduard Theodor (1817–1874), deutscher Zeitungsherausgeber und Politiker, MdL (Königreich Sachsen)
- Jäkel, Ernst Gottlob (1788–1840), deutscher Pädagoge und Philologe
- Jäkel, Frederik (* 2001), deutscher Fußballspieler
- Jäkel, Gisbert (* 1954), deutscher Bühnenbildner und Regisseur
- Jäkel, Halina Martha (* 1989), deutsche Schauspielerin und Regisseurin
- Jäkel, Ilse Beate (1907–1982), deutsche Zeichnerin und Malerin
- Jäkel, Julia (* 1971), deutsche Managerin und VerlegerinJulia Jäkel (* 1971)

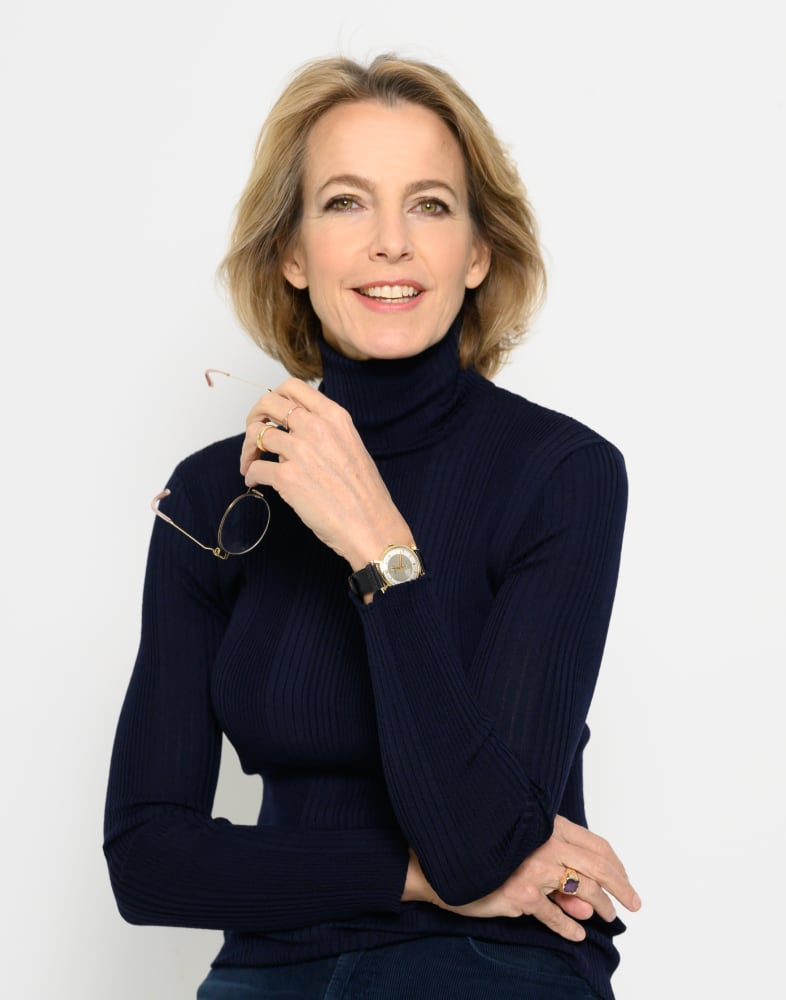
Julia Jäkel (* 1971)

- Jäkel, Olaf (* 1961), deutscher Anglist
- Jäkel, Paul (1890–1943), deutscher Arbeiter (Maurer) und Politiker (KPD), MdR
- Jäkel, Ulf (* 1945), deutscher Sportfunktionär
- Jakelis, Kęstutis (* 1950), litauischer Politiker, Mitglied des Seimas
- Jakeliūnas, Stasys (* 1958), litauischer Politiker und Finanzberater
- Jakeman, Harry (1885–1946), kanadischer Eishockeyspieler
- Jakemenko, Boris Grigorjewitsch (* 1966), russischer Politiker
- Jakemenko, Wassili Grigorjewitsch (* 1971), russischer Politiker
- Jakerson, Dawid Aronowitsch (1896–1947), russisch-sowjetischer Bildhauer und Grafiker
- Jakes, James (* 1987), britischer Automobilrennfahrer
- Jakes, John (1932–2023), US-amerikanischer Schriftsteller
- Jakeš, Miloš (1922–2020), tschechoslowakischer Parteifunktionär, Generalsekretär des Zentralkomitees der KPČMiloš Jakeš (1922–2020)

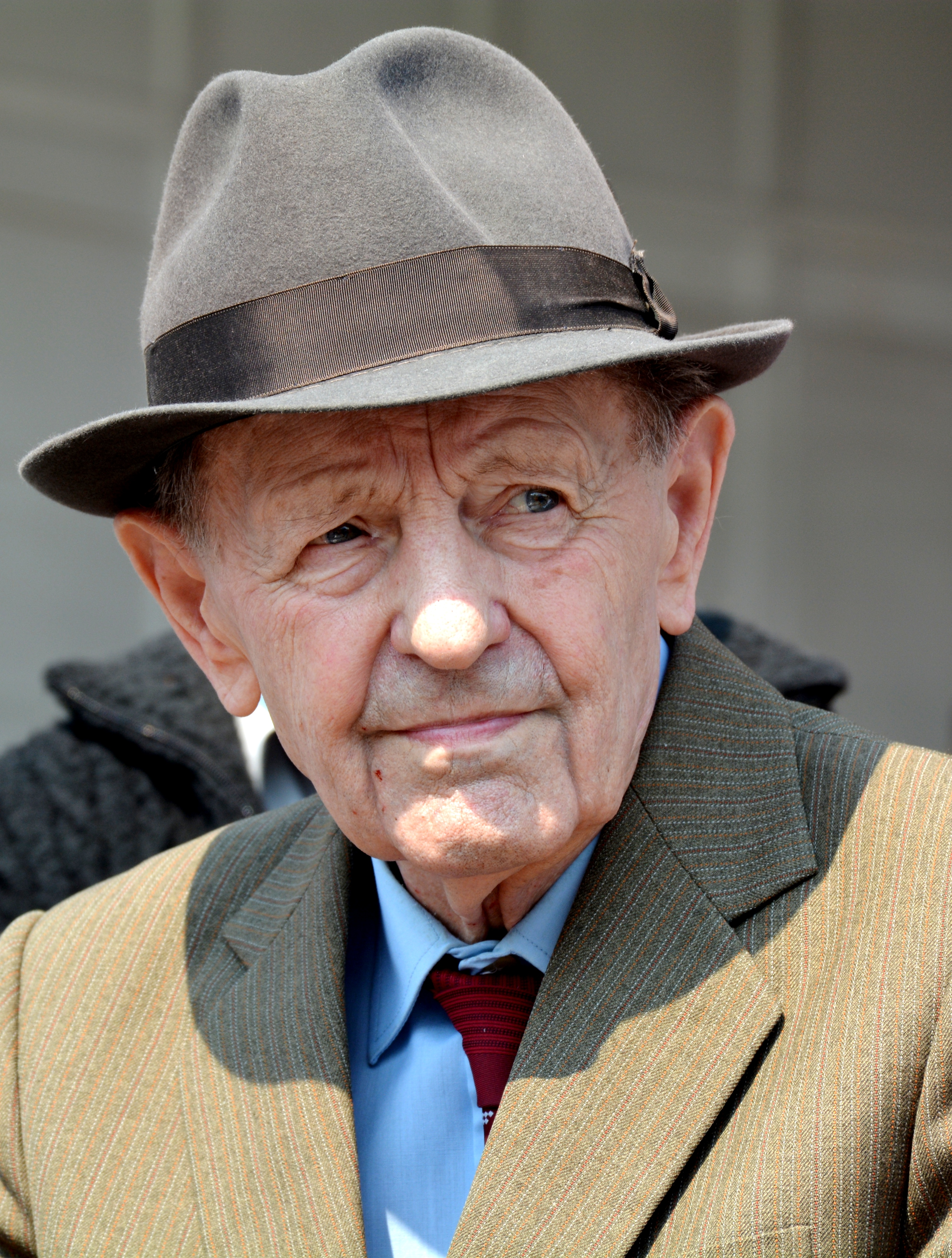
Miloš Jakeš (1922–2020)

- Jakes, T. D. (* 1957), US-amerikanischer Unternehmer, Autor, Prediger und Pastor
- Jakesch, Alexander (1862–1934), tschechischer Maler
- Jakesch, Heinrich (1867–1909), tschechischer Künstler
- Jakesch, Rüdiger (* 1940), deutscher Politiker (CDU) und Staatssekretär (Berlin), MdA
- Jakesz, Raimund (* 1950), österreichischer Mediziner und Leiter der Klinischen Abteilung für Allgemeinchirurgie an der Chirurgischen Universitätsklinik Wien
- Jakeway, Derek (1915–1993), britischer Kolonial-Administrator

### Jaki
- Jaki, Patryk (* 1985), polnischer Politiker, Mitglied des Sejm und Vizejustizminister
- Jaki, Stanley (1924–2009), ungarischer römisch-katholischer Priester, Physiker und Wissenschaftsphilosoph
- Jakić, Kristijan (* 1997), kroatischer FußballspielerKristijan Jakić (* 1997)

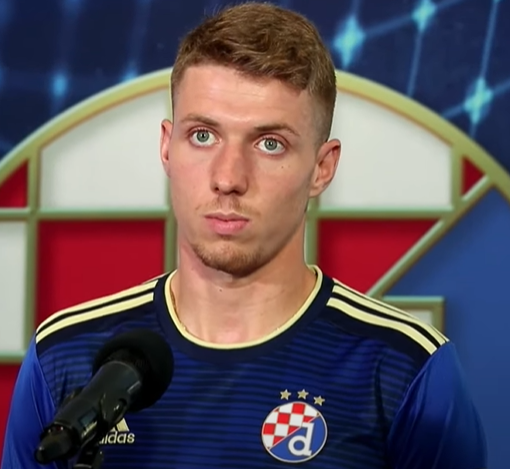
Kristijan Jakić (* 1997)

- Jakic, Stipan (* 1978), deutscher Fußballspieler
- Jakieła, Joanna (* 1999), polnische Biathletin
- Jakieła, Katarzyna (* 1987), polnische Biathletin
- Jakimavičius, Rapolas (1893–1961), litauischer Bildhauer und Hochschullehrer
- Jakimavičius, Saulius (* 1973), litauischer Politiker, Vizeminister der Landwirtschaft Litauens
- Jakimawa, Nastassja (* 1986), belarussische Tennisspielerin
- Jakimenko, Alexei Andrejewitsch (* 1983), russischer Säbelfechter
- Jakimiuk, Joanna (* 1975), polnische Degenfechterin
- Jakimovski, Robert (* 1979), deutscher Musiker und Autor
- Jakimow, Bogdan Petrowitsch (* 1994), russischer Eishockeyspieler
- Jakimow, Erasmus von (1918–1944), deutscher Maler und Autor
- Jakimow, Juri Alexandrowitsch (* 1953), sowjetischer Ruderer
- Jakimow, Wjatscheslaw Andrejewitsch (* 1998), russischer Fußballspieler
- Jakimow-Kruse, Annemarie von (1889–1977), deutsche Malerin
- Jakimowitsch, Michail (* 1967), belarussischer Handballspieler
- Jakimowski, Andrzej (* 1963), polnischer Filmregisseur und Drehbuchautor
- Jakimuschkin, Iwan Andrejewitsch (* 1996), russischer Skilangläufer
- Jakin, Alo (* 1986), estnischer Radrennfahrer
- Jakir, Iona Emmanuilowitsch (1896–1937), sowjetischer MilitärführerIona Emmanuilowitsch Jakir (1896–1937)

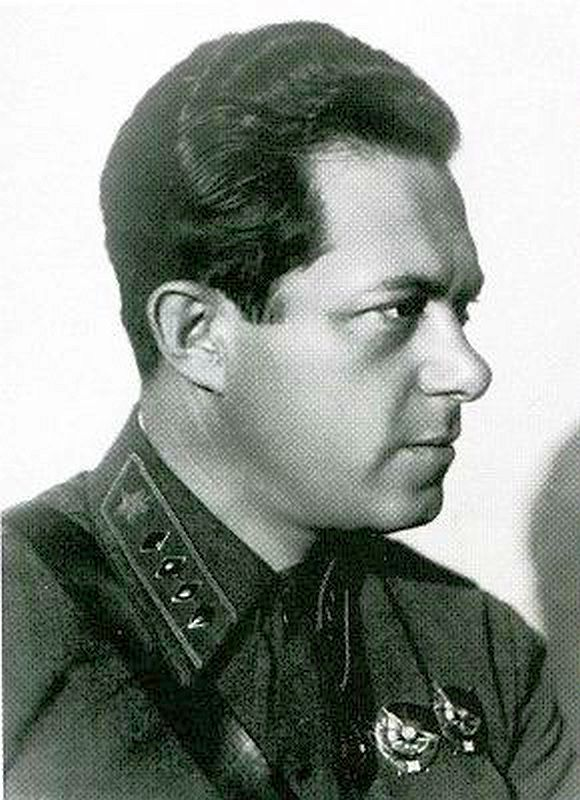
Iona Emmanuilowitsch Jakir (1896–1937)

- Jakir, Pjotr Ionowitsch (1923–1982), sowjetischer Dissident und Historiker
- Jakirović, Sergej (* 1976), bosnischer Fußballspieler und -trainer
- Jakiša, Miranda (* 1972), deutsche Slawistin
- Jakisch, Lambert (1887–1943), deutscher römisch-katholischer Geistlicher, Benediktiner und Märtyrer
- Jakisch, Mara (1905–2005), deutsche Opernsängerin (Sopran) und Schauspielerin
- Jakisch, Paul (1825–1912), deutscher Architekt
- Jakisic, Matthias (* 1977), österreichischer Geiger, Musikproduzent und Theaterkomponist
- Jakits, Madeleine (* 1955), österreichische Lifestyle-Journalistin

### Jakk
- Jakkapan Fonthong (* 2001), thailändischer Fußballspieler
- Jakkapan Pornsai (* 1987), thailändischer Fußballspieler
- Jakkapan Praisuwan (* 1997), thailändischer Fußballspieler
- Jakkaphan Kaewprom (* 1988), thailändischer Fußballspieler
- Jakkapong Polmart (* 2000), thailändischer Fußballspieler
- Jakkapong Renumas (* 1981), thailändischer Fußballspieler
- Jakkapong Somboon (* 1981), thailändischer Fußballspieler
- Jakkapong Suabsamut (* 1998), thailändischer Fußballspieler
- Jakkarin Kaewprom (* 2005), thailändischer Fußballspieler
- Jakkit Chosimar (* 1997), thailändischer Fußballspieler
- Jakkit Niyomsuk (* 1994), thailändischer Fußballspieler
- Jakkit Palapon (* 1999), thailändischer Fußballspieler
- Jakkit Wachpirom (* 1997), thailändischer Fußballspieler
- Jakkrapong Sanmahung (* 2002), thailändischer Fußballspieler
- Jakkrawut Songma (* 1996), thailändischer Fußballspieler
- Jakkrit Aree (* 2005), thailändischer Fußballspieler
- Jakkrit Bunkham (* 1982), thailändischer Fußballspieler
- Jakkrit Jitsabay (* 1999), thailändischer Fußballspieler
- Jakkrit Khemnak (* 1987), thailändischer Fußballspieler
- Jakkrit Seechoo (* 1996), thailändischer Fußballspieler
- Jakkrit Songma (* 1996), thailändischer Fußballspieler
- Jakkrit Wisetrat (* 1998), thailändischer Fußballspieler

### Jakl
- Jákl, Petr (* 1973), tschechischer Judoka, Filmschauspieler, Filmregisseur, Drehbuchautor und Filmproduzent
- Jakl, Vilém (* 1915), tschechoslowakischer Radrennfahrer
- Jäkle, Hansjörg (* 1971), deutscher Skispringer
- Jaklin, Asbjørn (* 1956), norwegischer Journalist, Sachbuchautor und Krimiautor
- Jaklin, Gertrud (1916–1998), österreichische Juristin und Richterin
- Jaklitsch, Alfred (* 1960), österreichischer Sänger, Bandleader, Komponist und MusikproduzentAlfred Jaklitsch (* 1960)

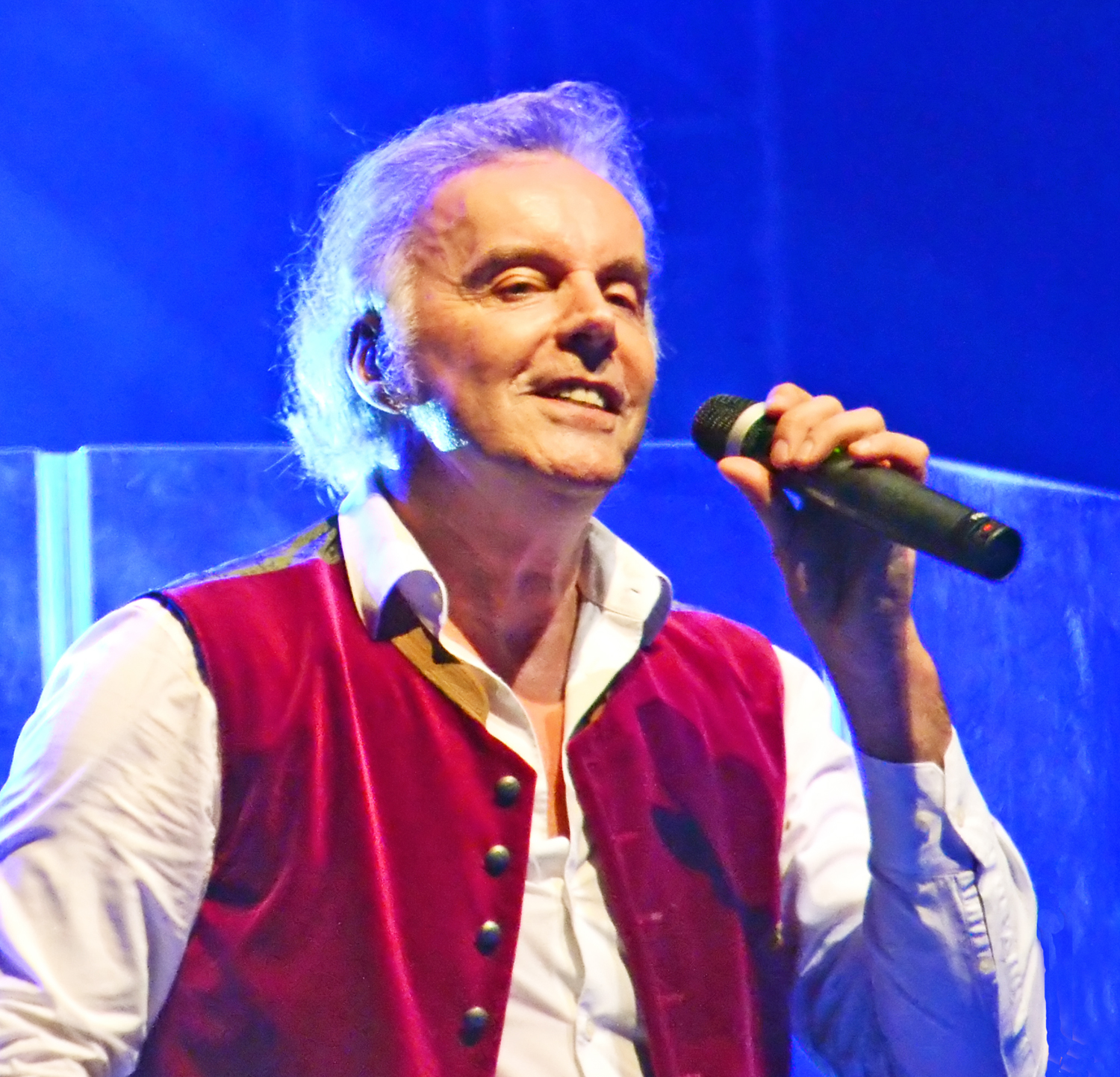
Alfred Jaklitsch (* 1960)

- Jaklitsch, Anton (1890–1951), österreichischer Staatsbeamter, Polizeidirektor und Widerstandskämpfer

### Jako

#### Jakob
- Jakob, äthiopischer Kaiser
- Jakob aus Straßburg, jüdischer Arzt
- Jakob bar Idi, Amoräer
- Jakob Baradai († 578), Organisator der eigenständigen syrisch-orthodoxen Kirche
- Jakob ben Abba Mari Anatoli († 1256), jüdischer Philosoph und Arzt
- Jakob ben Ascher (1283–1340), halachische Autorität des Mittelalters
- Jakob Ben Chajim Ibn Adonijah, Bibelexeget
- Jakob ben Jakar († 1064), Rabbiner
- Jakob ben Reuben, spanisch-jüdischer Autor
- Jakob ben Scheschet Gerondi, Rabbiner, früher Kabbalist, Talmudist und Autor
- Jakob der Notar, christlicher Märtyrer in Persien
- Jakob Erlandsen († 1274), Erzbischof in Lund
- Jakob Haas, Südtiroler Notar König Heinrichs (VII.)
- Jakob I. (1208–1276), König von Aragón (1213–1276), König von Mallorca, König von Valencia, Graf von BarcelonaJakob I. (1208–1276)

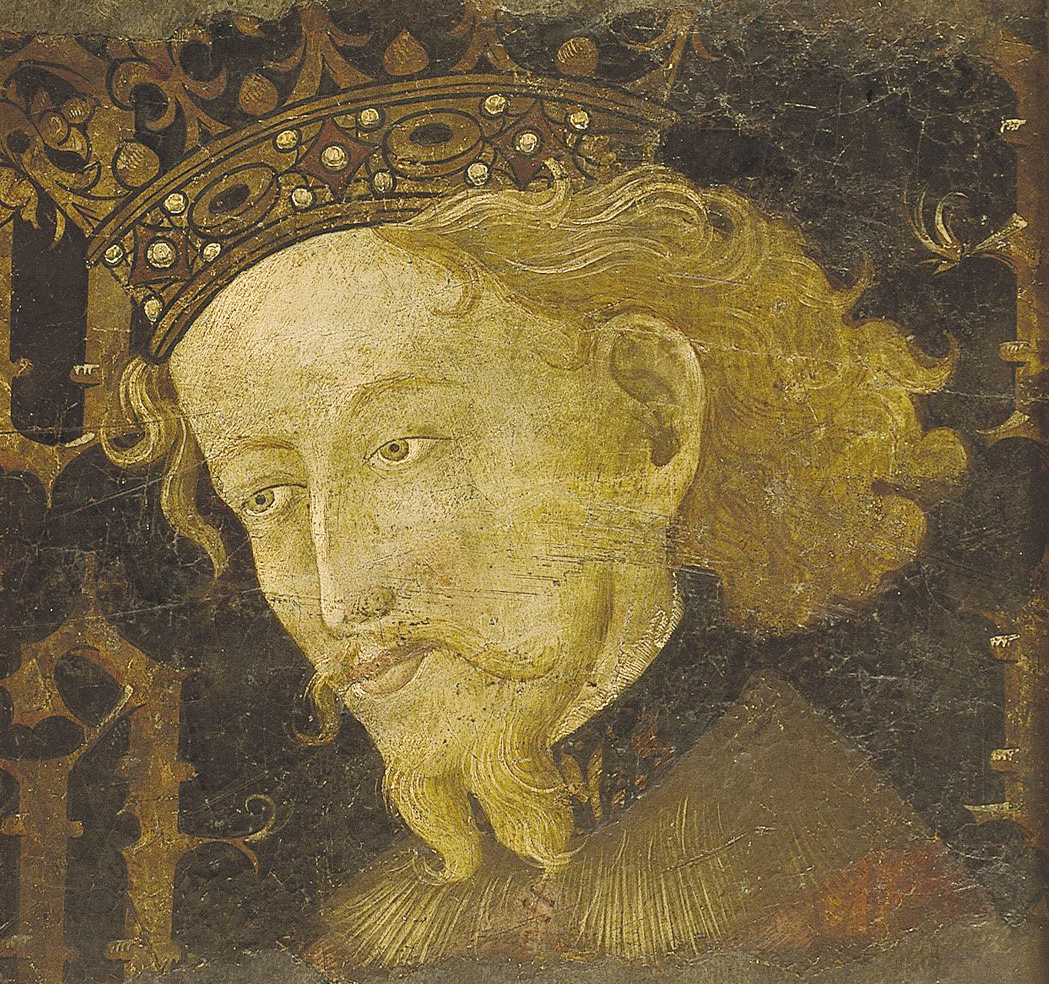
Jakob I. (1208–1276)

- Jakob I. (1334–1398), König von Zypern
- Jakob I. (1394–1437), König von Schottland
- Jakob I. (1407–1453), Markgraf von Baden (1431–1453)
- Jakob I. (1566–1625), König von Schottland, England und IrlandJakob I. (1566–1625)

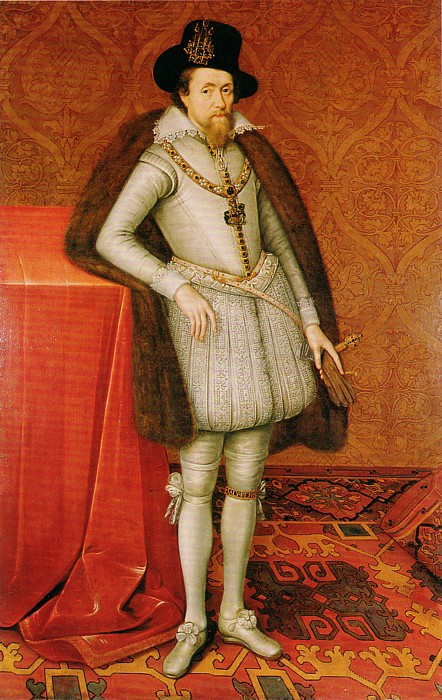
Jakob I. (1566–1625)

- Jakob I. von Vansdorf, Stiftspropst von Berchtesgaden
- Jakob ibn Tibbon (* 1236), jüdischer Autor, Übersetzer und Astronom
- Jakob II. (1243–1311), König von Mallorca
- Jakob II. (1267–1327), König von Aragonien
- Jakob II. (1380–1433), Graf von Urgell
- Jakob II. (1430–1460), König von Schottland
- Jakob II. († 1473), Erzbischof von Nikosia und König von Zypern
- Jakob II. (1633–1701), König von England, als Jakob VII. König von Schottland
- Jakob II. von Avesnes, Ritter des vierten Kreuzzuges, Herr von Euböa (Negroponte)
- Jakob II. von Baden (1471–1511), deutscher römisch-katholischer Geistlicher; Erzbischof und Kurfürst von Trier (1503–1511)
- Jakob III. († 1531), Graf von Horn
- Jakob III. (1315–1349), König von Mallorca
- Jakob III. (1451–1488), König von Schottland
- Jakob III. (1473–1474), König von Zypern
- Jakob III. (1562–1590), Markgraf von Baden-Hachberg
- Jakob III. von Eltz (1510–1581), Erzbischof und Kurfürst von Trier (1567–1581)
- Jakob IV. (1336–1375), Titularkönig von Mallorca
- Jakob IV. (1473–1513), König von Schottland
- Jakob Jóhannesson (* 2000), isländischer Eishockeytorwart
- Jakob Josef von Polonoje, chassidischer Rabbiner und Prediger
- Jakob Sigurðarson (* 1982), isländischer Basketballspieler
- Jakob Swetoslaw († 1277), bulgarischer Boljar und Despot
- Jakob Thorarensen (1886–1972), isländischer Schriftsteller
- Jakob Twinger von Königshofen (1346–1420), deutscher Geschichtsschreiber
- Jakob V. (1512–1542), König von SchottlandJakob V. (1512–1542)

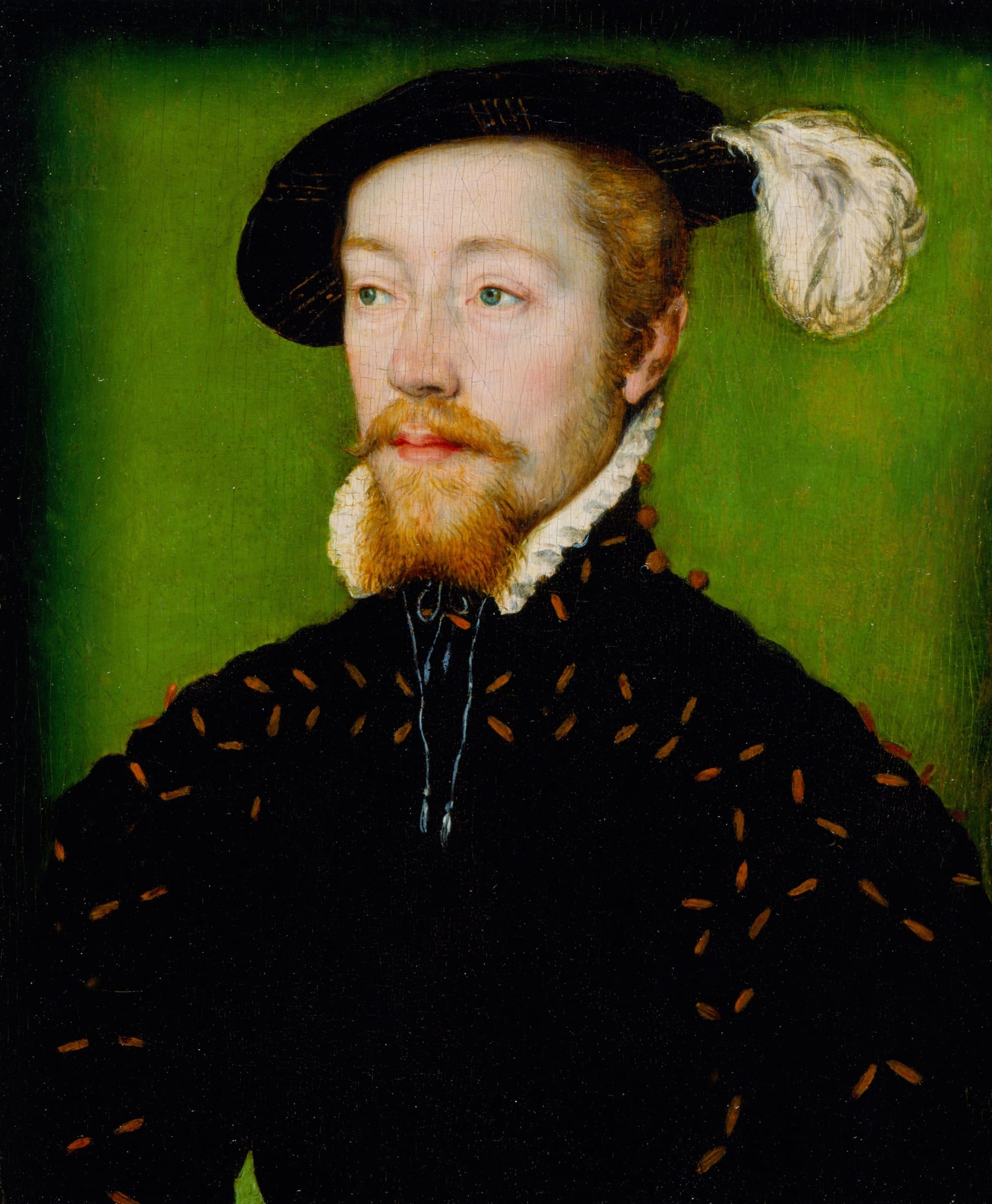
Jakob V. (1512–1542)

- Jakob von Avesnes († 1191), französischer Kreuzritter, Herr von Avesnes
- Jakob von Batrun († 1277), Adliger in der Grafschaft Tripolis
- Jakob von Bludau († 1358), Bischof von Samland
- Jakob von Bruck († 1472), Abt des Klosters Weißenburg (Elsass)
- Jakob von Chacenay, Herr von Chacenay
- Jakob von Edessa († 708), christlich-syrischer Gelehrter und Theologe
- Jakob von Ibelin († 1276), Graf von Jaffa, Herr von Ramla
- Jakob von Iłża, reformatorischer Gelehrter in Polen
- Jakob von Landshut († 1509), deutscher Baumeister
- Jakob von Lichtenberg (1416–1480), Vogt der Stadt Straßburg
- Jakob von Lothringen († 1260), Bischof von Metz
- Jakob von Mandelée, Ritter und Kreuzfahrer
- Jakob von Nisibis († 338), syrischer Eremit, Bischof von NisibisJakob von Nisibis († 338)

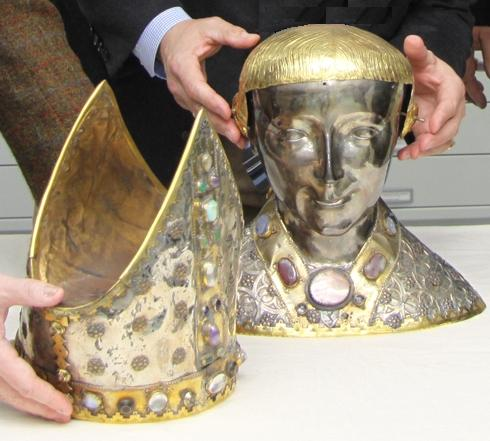
Jakob von Nisibis († 338)

- Jakob von Paradies (1381–1465), deutscher römisch-katholischer Theologe, Mönch und Autor
- Jakob von Sarug (451–521), syrisch-orthodoxer Bischof und Hymnendichter
- Jakob von Savoyen (1450–1486), Graf von Romont und Baron der Waadt
- Jakob von Soest, Dominikaner, Inquisitor und Gelehrter
- Jakob von Venedig, venezianischer Kleriker und Kirchenrechtler
- Jakob von Viterbo, Theologe und Schriftsteller
- Jakob von Vitry († 1240), Kardinal und Autor eines lateinischen hagiographischen Berichtes
- Jakob von Wart, Minnesänger
- Jakob von Zadar (1400–1490), Franziskaner und Ordensbruder
- Jakob von Zweibrücken-Bitsch (1510–1570), Letzter Graf der Grafschaft Zweibrücken-Bitsch
- Jakob Yngvason (* 1945), isländischer Physiker
- Jakob, Albert, deutscher Fußballspieler
- Jakob, Alfons Maria (1884–1931), deutscher NeurologeAlfons Maria Jakob (1884–1931)

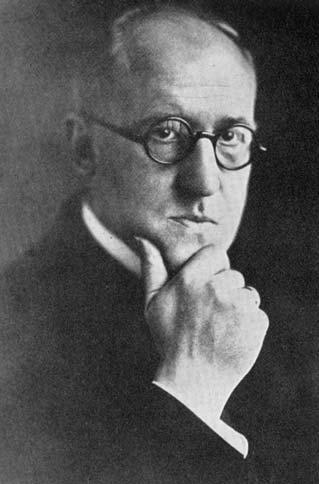
Alfons Maria Jakob (1884–1931)

- Jakob, Anders, deutscher Eishockeyspieler
- Jakob, Andreas (* 1955), deutscher Archivar und Historiker
- Jakob, Anick (* 1996), Schweizer Unihockeyspieler
- Jakob, Anne (* 1971), deutsche Rechtsanwältin
- Jakob, Bastian (* 1987), deutscher Eishockeyspieler
- Jakob, Christian (* 1979), deutscher Journalist
- Jakob, Christine (1948–2019), deutsche Hochschullehrerin
- Jakob, Dominique (* 1971), deutscher Jurist
- Jakob, Elodie (* 1993), Schweizer Siebenkämpferin
- Jakob, F. A. L. (1803–1884), deutscher Komponist, Organist, Kantor und Musikwissenschaftler
- Jakob, Franz (1891–1965), deutscher Politiker (NSDAP), MdL, Oberbürgermeister der Stadt Fürth (1933–1940)
- Jakob, Franz-Peter (* 1949), deutscher Politiker (Die Grünen), MdL
- Jakob, Friedrich (1910–1994), deutscher Offizier
- Jakob, Gabriele (* 1953), deutsche Politikerin (CDU), MdL
- Jakob, Gerhard (1933–1998), römisch-katholischer Geistlicher
- Jakob, Hans (1893–1915), deutscher Fußballspieler
- Jakob, Hans (1908–1994), deutscher Fußballtorwart, Olympiateilnehmer 1936 und Weltmeisterschaftsdritter 1934
- Jakob, Jens (* 1972), deutscher Koch
- Jakob, Johanna Marie (* 1962), deutschen Schriftstellerin
- Jakob, Johannes (1804–1868), Schweizer Textilunternehmer, Gemeindepräsident, Mitglied des Kleinen Rats und Ständerat
- Jakob, Johannes (1840–1898), Schweizer Textilunternehmer, Gemeinderat und Kantonsrat
- Jakob, Jörg (* 1963), deutscher Sportjournalist
- Jakob, Josef (1896–1953), deutscher Politiker (Zentrum), MdL
- Jakob, Josef (* 1939), rumänischer Handballspieler und -trainer
- Jakob, Judith (* 1975), deutsche Schauspielerin, Sängerin, Musicaldarstellerin, Hörspiel- und Synchronsprecherin
- Jakob, Jules (1925–1984), Schweizer Ingenieur und Direktor des Eidgenössischen Amts für Strassen- und Flussbau
- Jakob, Julia (* 1991), Schweizer Orientierungsläuferin
- Jakob, Jure (* 1977), slowenischer Lyriker, Schriftsteller und Übersetzer
- Jakob, Kai (* 1980), deutscher Fotodesigner, Kurator und Historiker
- Jakob, Karl Heinz (1929–1997), deutscher Künstler, Maler, Grafiker
- Jakob, Karl-Heinrich (1924–2012), deutscher Bergbaufunktionär
- Jakob, Karlheinz (* 1953), deutscher Linguist
- Jakob, Kilian (* 1998), deutscher Fußballspieler
- Jakob, Ludwig Heinrich von (1759–1827), deutscher Staatswissenschaftler, Philosoph, Ökonom und Schriftsteller
- Jakob, Marina (* 1988), deutsche Politikerin (Freie Wähler), MdL
- Jakob, Max (1847–1918), böhmisch-österreichischer Orgelbauer
- Jakob, Max (1879–1955), deutscher Thermodynamiker und Hochschullehrer
- Jakob, Michael (* 1946), deutscher Fußballspieler
- Jakob, Michael (* 1978), deutscher Autor und Slam-Poet
- Jakob, Patrick (* 1996), österreichischer Biathlet
- Jakob, Paul (* 2002), deutsch-griechischer American-Football-Spieler
- Jakob, Sepp (1925–1993), deutscher Bildhauer
- Jakob, Teo (1923–2000), Schweizer Innenarchitekt
- Jakob, Ursula (* 1964), deutsche Biologin und Hochschullehrerin
- Jakob, Winnie (1927–2012), österreichische Karikaturistin und Publizistin
- Jakob, Wolfgang (* 1941), deutscher Rechtswissenschaftler
- Jakob, Zoe (* 2000), deutsche Kanutin und Stabhochspringerin
- Jakob-Margella, Gustav, deutscher Verleger und Politiker (DDP), MdL
- Jakob-Rost, Liane (* 1928), deutsche Altorientalistin
- Jakobäa (1401–1436), Erbin von Hennegau, Holland und SeelandJakobäa (1401–1436)

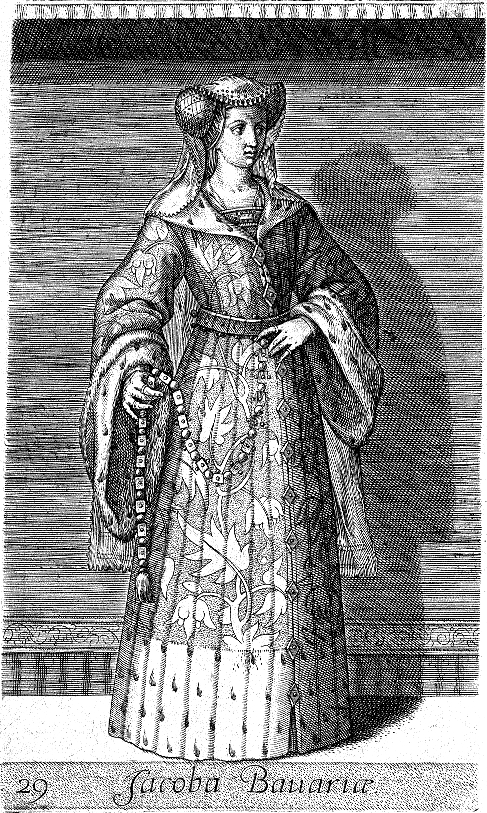
Jakobäa (1401–1436)

- Jakobasch, Valeska (* 1912), deutsche Politikerin (SED, DFD)
- Jakobaschwili, Dawid Michailowitsch (* 1957), russischer Unternehmer
- Jakóbczak, Roman (* 1946), polnischer Fußballspieler
- Jakobe von Baden-Baden (1558–1597), Markgräfin von Baden, Herzogin von Jülich-Kleve-BergJakobe von Baden-Baden (1558–1597)

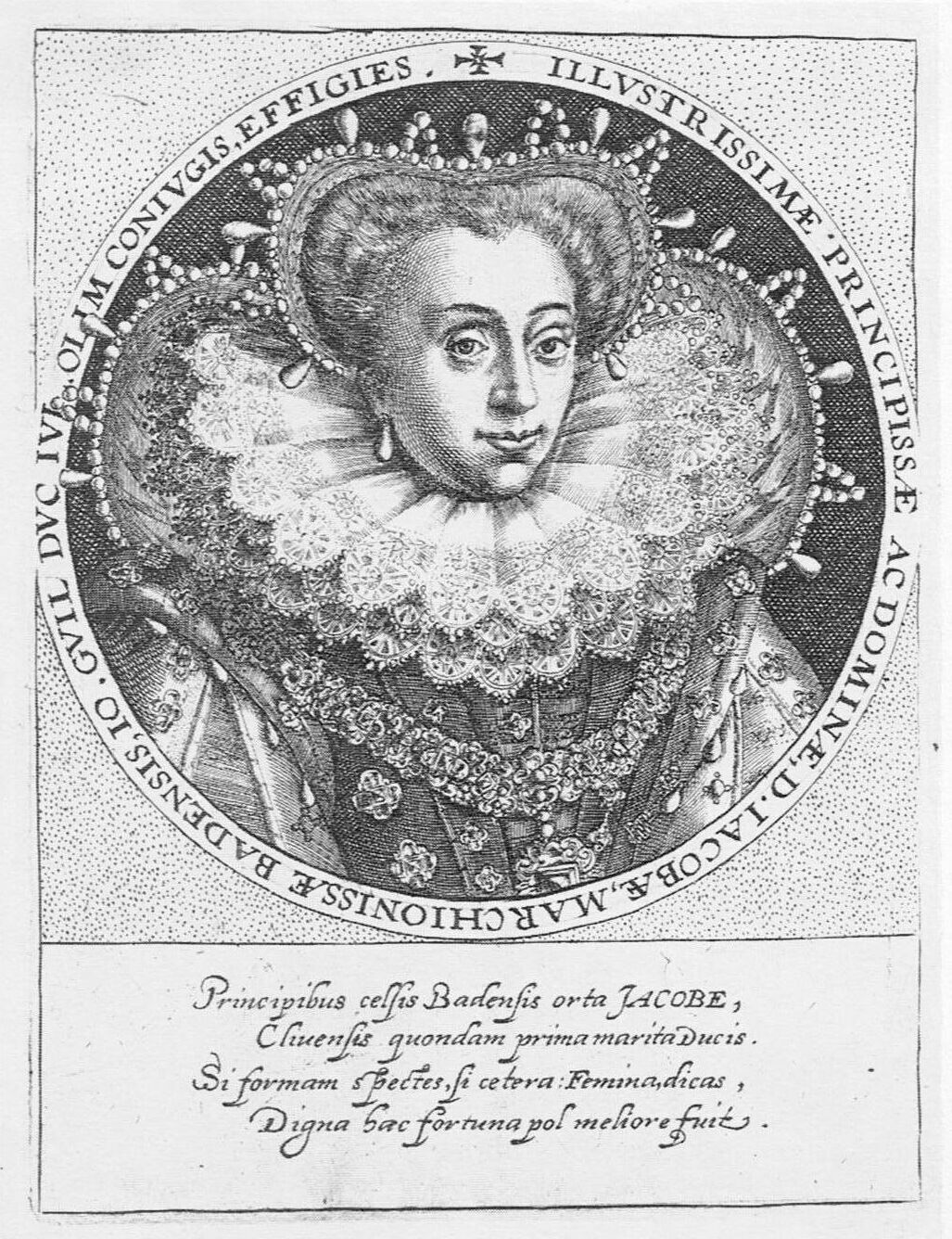
Jakobe von Baden-Baden (1558–1597)

- Jakobeit, Brigitte (* 1955), deutsche literarische Übersetzerin
- Jakobeit, Cord (* 1958), deutscher Politikwissenschaftler
- Jakobeit, Giuliana (* 1976), deutsche Synchronsprecherin
- Jakobellus von Mies († 1429), hussitischer Priester und Schriftsteller
- Jakober, Ben (* 1930), britischer Bildhauer
- Jakober, Ernst (* 1953), Schweizer Schwyzerörgelispieler, ehemaliger Kapellmeister und Musikproduzent
- Jakober, Magdalena (* 1993), österreichische Fußballspielerin
- Jakober, Melchior (1851–1924), Schweizer Skifabrikant
- Jakober, Peter (* 1977), österreichischer Komponist
- Jakobi, Alexandra (1841–1918), russische Schriftstellerin, Journalistin, Publizistin, Verlegerin und Feministin
- Jakobi, Anja P. (* 1975), deutsche Politikwissenschaftlerin und Hochschullehrerin
- Jakobi, Franz-Josef (* 1940), deutscher Historiker und Archivar
- Jakobi, Gabriele (1953–2023), deutsche Theaterregisseurin
- Jakobi, Heinz (1922–2014), deutscher Radrennfahrer
- Jakobi, Karl (1904–1974), deutscher Journalist
- Jakobi, Klaus (* 1935), deutscher Fußballspieler
- Jakobi, Liesel (* 1939), deutsche Leichtathletin
- Jakobi, Luis (* 2001), deutscher Fußballspieler
- Jakobi, Lukas (* 1994), deutscher Koch, Gastronom und Unternehmer
- Jakobi, Michael (1618–1663), deutscher Kantor und Kirchenmusiker
- Jakobi, Paul (1928–2023), deutscher römisch-katholischer Theologe und Publizist
- Jakobi, Paula O. (1870–1960), amerikanische Frauenrechtlerin und Dramatikerin
- Jakobi, Rainer (* 1958), deutscher Altphilologe
- Jakobi, Willi (* 1929), deutscher Fußballspieler
- Jakobides, Georgios (1853–1932), griechischer Maler und Akademiker
- Jakobína Jakobsdóttir (* 1932), isländische Skirennläuferin
- Jakobína Sigurðardóttir (1918–1994), isländische Schriftstellerin
- Jakobitsch, Silvio (* 1989), österreichischer Eishockeyspieler
- Jakobitz, Volker (1943–2016), deutscher Kaufmann und Senator (Bayern)
- Jakobovits, Immanuel (1921–1999), deutsch-britischer Rabbiner, Oberrabbiner von Großbritannien
- Jakobovits, Tobias (1887–1944), tschechoslowakischer Rabbiner
- Jakobowicz, Marie (1934–2020), französische Künstlerin der Art brut
- Jakobowski, Edward (1856–1929), englischer Komponist polnisch-österreichischer Herkunft
- Jakobs, Cornelia (* 1992), schwedische Sängerin
- Jakobs, David (* 1983), deutscher MusicaldarstellerDavid Jakobs (* 1983)

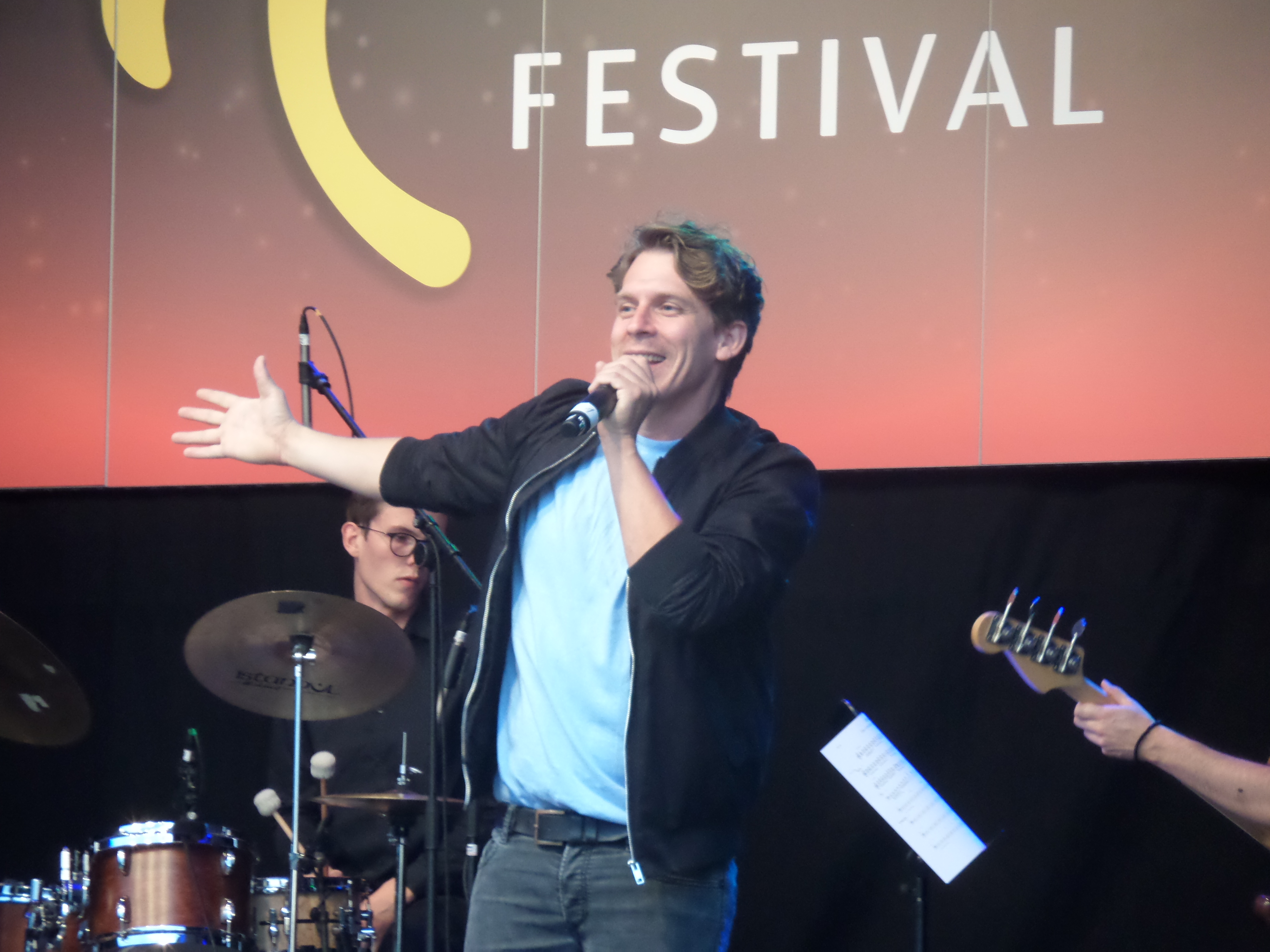
David Jakobs (* 1983)

- Jakobs, Ditmar (* 1953), deutscher Fußballspieler
- Jakobs, Eduard (1920–2012), deutscher Verwaltungsjurist und Politiker (CDU), MdL, Präsident des Saarländischen Rechnungshofes
- Jakobs, Elmar (* 1965), deutscher Diplomat
- Jakobs, Eva-Maria (* 1955), deutsche Linguistin
- Jakobs, Gert (* 1964), niederländischer Radrennfahrer
- Jakobs, Günther (* 1937), deutscher Rechtswissenschaftler
- Jakobs, Günther (* 1978), deutscher Illustrator und Autor von Kinder- und Jugendbüchern
- Jakobs, Hans-Jürgen (* 1956), deutscher Journalist
- Jakobs, Hermann (* 1930), deutscher Historiker
- Jakobs, Horst Heinrich (1934–2023), deutscher Rechtswissenschaftler
- Jakobs, Ismail (* 1999), deutsch-senegalesischer Fußballspieler
- Jakobs, Jann (* 1953), deutscher Politiker (SPD), Oberbürgermeister von PotsdamJann Jakobs (* 1953)

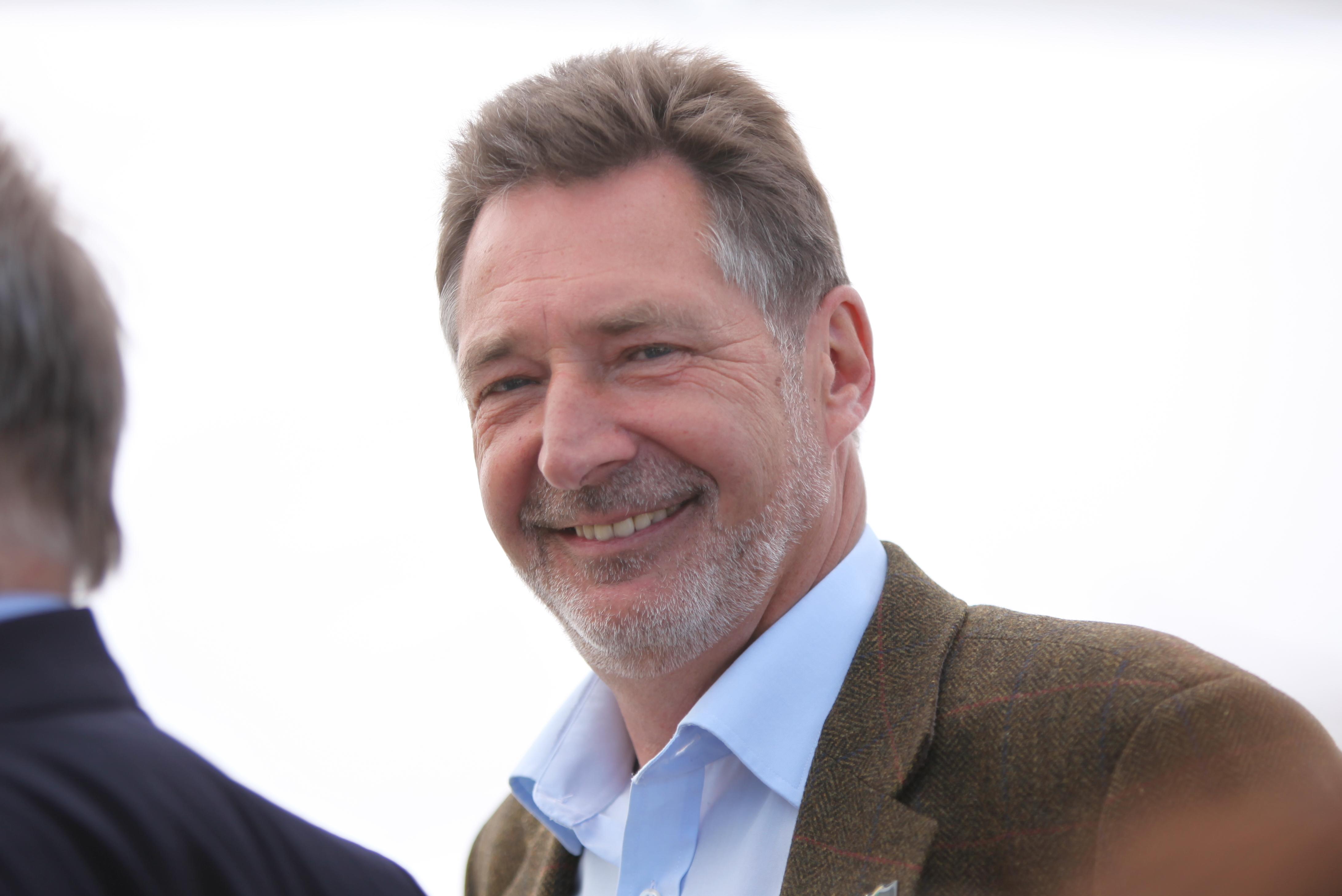
Jann Jakobs (* 1953)

- Jakobs, Johannes (1917–1944), deutscher Fußballspieler
- Jakobs, Josef (1898–1941), deutscher Spion; letzter Mensch, der im Tower of London hingerichtet wurde
- Jakobs, Julian (* 1990), deutscher Fußballspieler
- Jakobs, Karl (* 1959), deutscher Physiker
- Jakobs, Karl-Heinz (1929–2015), deutscher Schriftsteller
- Jakobs, Konrad (1874–1931), deutscher römisch-katholischer Pfarrer
- Jakobs, Marco (* 1974), deutscher Leichtathlet und Bobfahrer
- Jakobs, Mathias (1885–1935), deutscher Politiker
- Jakobs, Michael (* 1959), deutscher Fußballspieler
- Jakobs, Monika (* 1959), deutsche Lehrerin und Professorin für katholische Theologie/Religionspädagogik
- Jakobs, Rainer (* 1957), deutscher Fußballspieler
- Jakobs, Rose (1925–1944), deutsche Jüdin und Tagebuchschreiberin
- Jakobs, Roy (* 1974), niederländischer Manager
- Jakobs, Samira (* 1990), deutsche Synchronsprecherin
- Jakobs, Werner (* 1962), deutscher Fußballspieler
- Jakobs, Wilhelm (1858–1942), deutscher Eisenbahningenieur
- Jakobsen, Alfred (1958–2021), grönländischer Politiker (Inuit Ataqatigiit)
- Jakobsen, Andreas (* 1983), dänischer Basketballspieler
- Jakobsen, Arnarissoq (* 1974), grönländische Handballspielerin
- Jakobsen, Christian (* 1971), dänischer Badmintonspieler
- Jakobsen, Emil Manfeldt (* 1998), dänischer Handballspieler
- Jakobsen, Fabio (* 1996), niederländischer RadrennfahrerFabio Jakobsen (* 1996)

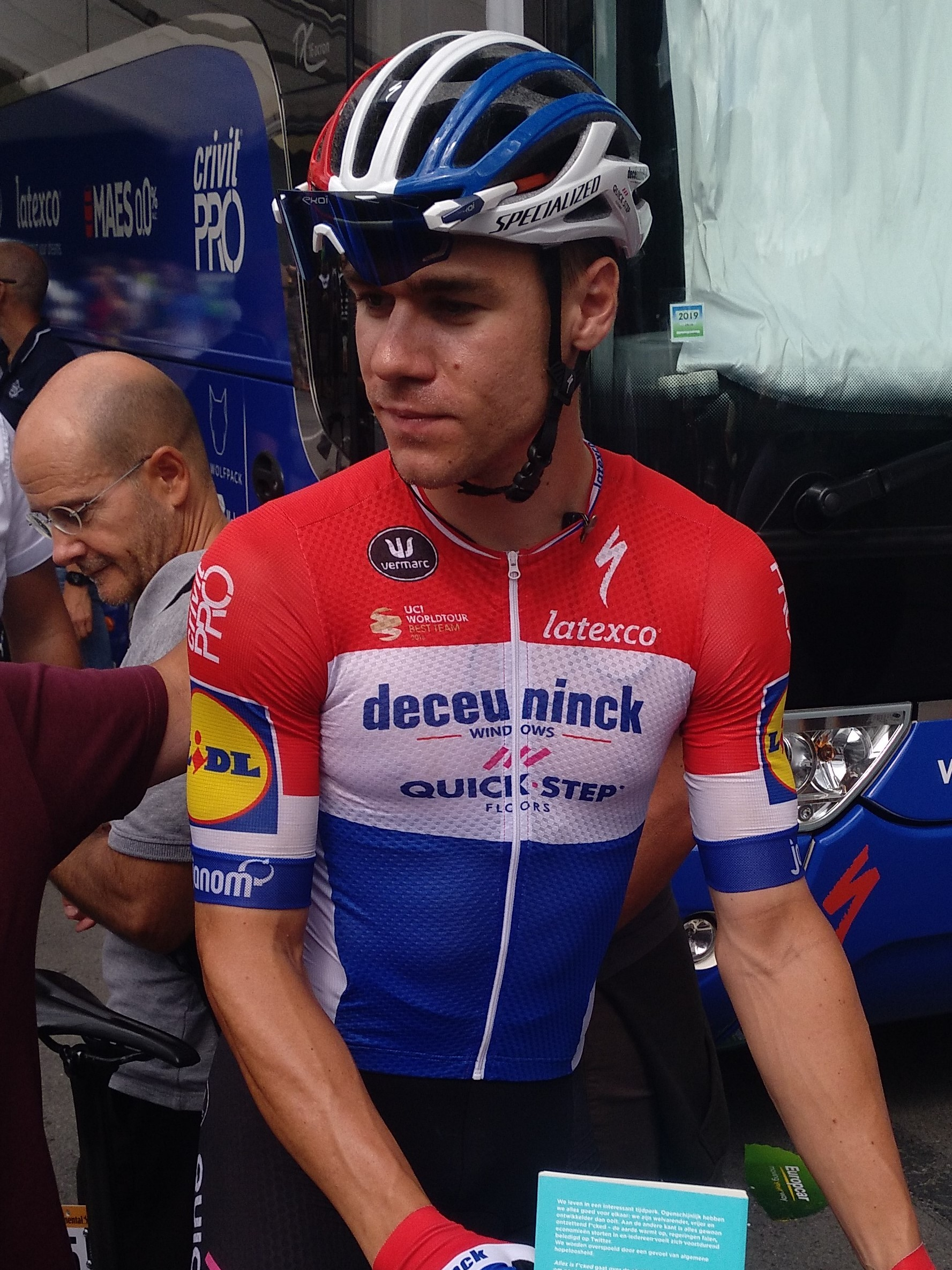
Fabio Jakobsen (* 1996)

- Jakobsen, Henning Lynge (* 1962), dänischer Kanute
- Jakobsen, Henrik Plenge (* 1967), dänischer Künstler
- Jakobsen, Ivar (* 1954), dänischer Radrennfahrer
- Jakobsen, Jákup (1864–1918), färöischer Linguist
- Jakobsen, Joachim (* 1956), deutscher Tierfilmer und Entwickler von Unterwassertechnologie
- Jakobsen, Jóannes (* 1961), färöischer Fußballspieler und -trainer sowie Musiker und Komponist
- Jakobsen, Johan J. (1937–2018), norwegischer Politiker (Senterpartiet), Mitglied des Storting
- Jakobsen, Johannes (1898–1932), dänischer Ringer
- Jakobsen, Jonny (* 1963), schwedischer SängerJonny Jakobsen (* 1963)

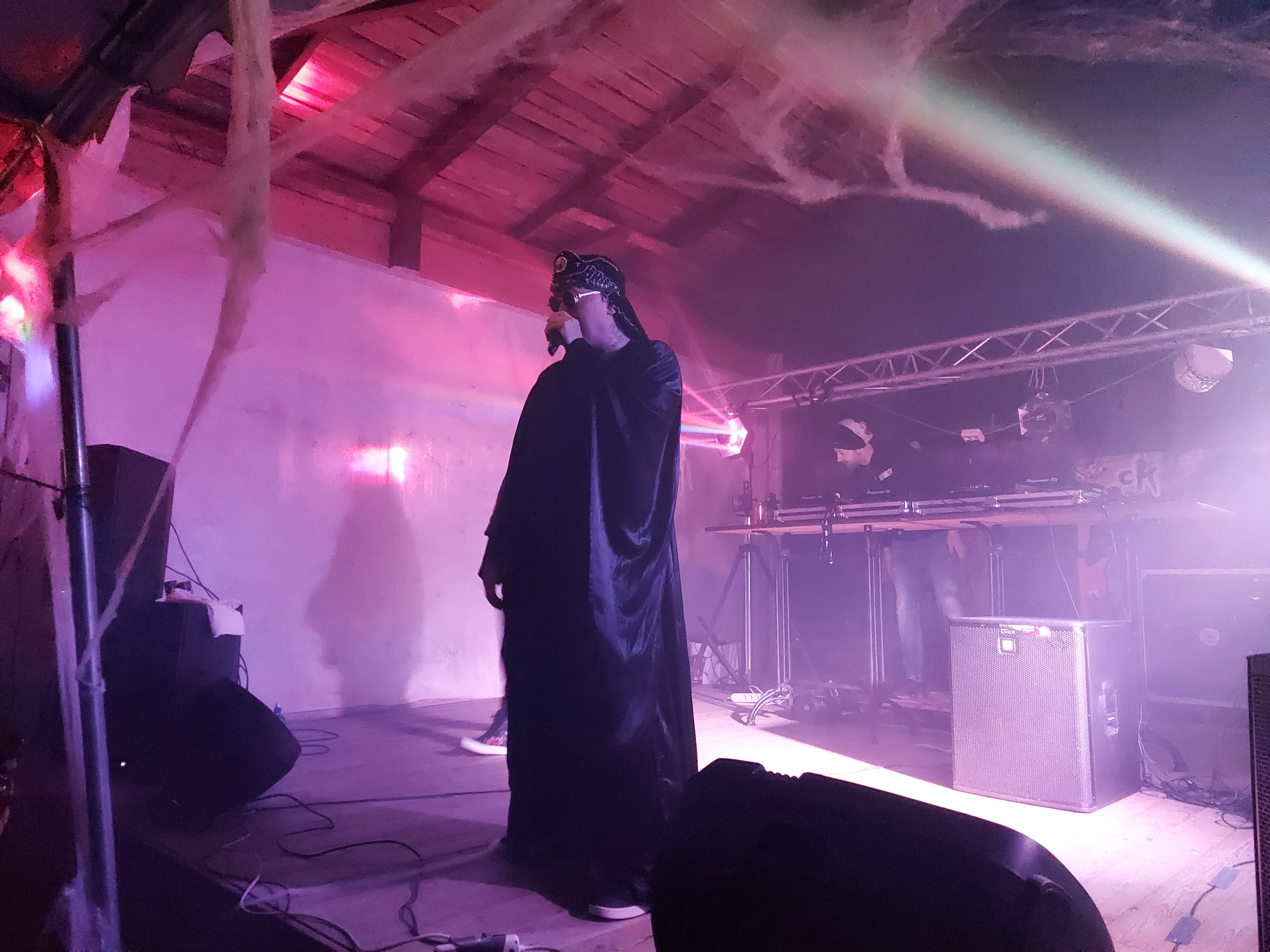
Jonny Jakobsen (* 1963)

- Jakobsen, Julian (* 1987), dänischer Eishockeyspieler
- Jakobsen, Julie Dawall (* 1998), dänische Badmintonspielerin
- Jakobsen, Karl (* 1896), deutscher SA-Führer
- Jakobsen, Kirsten (* 1969), deutsche Tierfilmerin
- Jakobsen, Kristoffer (* 1994), schwedischer Skirennläufer
- Jakobsen, Lea (* 1981), dänische Ruderin
- Jakobsen, Maja (* 1990), norwegische Handballspielerin
- Jakobsen, Malthe (* 2003), dänischer Autorennfahrer
- Jakobsen, Marianne (* 1965), dänische Fußballspielerin
- Jakobsen, Michael (* 1986), dänischer Fußballspieler
- Jakobsen, Mimi (* 1948), dänische Politikerin, Folketingsabgeordnete und Ministerin
- Jakobsen, Mini (* 1965), norwegischer Fußballspieler
- Jakobsen, Nathan (* 1917), grönländischer Kaufmann und Landesrat
- Jakobsen, Pavia (* 1897), grönländischer Landesrat
- Jakobsen, Svend (1935–2022), dänischer Politiker, Mitglied des Folketing und Manager
- Jakobsen, Tommy (* 1970), norwegischer Eishockeyspieler
- Jakobshagen, Claudia (* 1960), deutsche Schauspielerin und Sprecherin
- Jakobsmeyer, Julian (* 1991), deutscher Regisseur, Filmemacher und Kameramann
- Jakobson, August (1904–1963), estnischer Schriftsteller und Kommunist
- Jakobson, Carl Robert (1841–1882), estnischer Publizist, Journalist und Volksaufklärer
- Jakobson, Eduard Magnus (1847–1903), estnischer Künstler, Xylograph und baptistischer Missionar
- Jakobson, Hans-Georg († 1993), Opfer einer rechtsextremen Gewalttat
- Jakobson, Max (1923–2013), finnischer Diplomat, Politiker und Journalist
- Jakobson, Peeter (1854–1899), estnischer Dichter
- Jakobson, Pjotr Wassiljewitsch (1890–1973), russisch-sowjetischer Eisenbahningenieur und Hochschullehrer
- Jakobson, Roman Ossipowitsch (1896–1982), russischer Philologe, Linguist und SemiotikerRoman Ossipowitsch Jakobson (1896–1982)

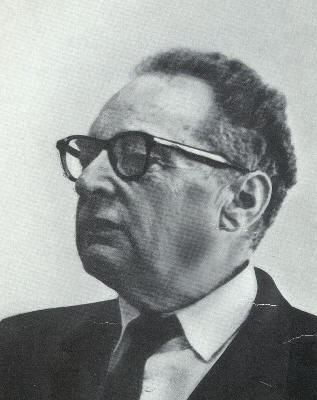
Roman Ossipowitsch Jakobson (1896–1982)

- Jakobsson van Stam, Nora (* 1994), schwedische Handballspielerin
- Jakobsson, Andreas (* 1972), schwedischer Fußballspieler
- Jakobsson, Andreas (* 1980), schwedischer Snowboarder
- Jakobsson, Åsa (* 1966), schwedische Fußballspielerin
- Jakobsson, Evert (1886–1960), finnischer Speerwerfer
- Jakobsson, Gunnar, finnischer Eiskunstläufer
- Jakobsson, Jarl (1880–1951), finnischer Speerwerfer und Weitspringer
- Jakobsson, Johan (* 1970), schwedischer Politiker (Liberalerna), Staatssekretär
- Jakobsson, Johan (* 1987), schwedischer Handballspieler
- Jakobsson, Ludowika (1884–1968), deutsch-finnische Eiskunstläuferin
- Jakobsson, Menotti (1892–1970), schwedischer Skispringer und Nordischer Kombinierer
- Jakobsson, Sofia (* 1990), schwedische Fußballnationalspielerin
- Jakobsson, Walter (1882–1957), finnischer Eiskunstläufer
- Jakobus, Figur der Jerusalemer Urgemeinde
- Jakobus der Ältere, Apostel Jesu ChristiJakobus der Ältere

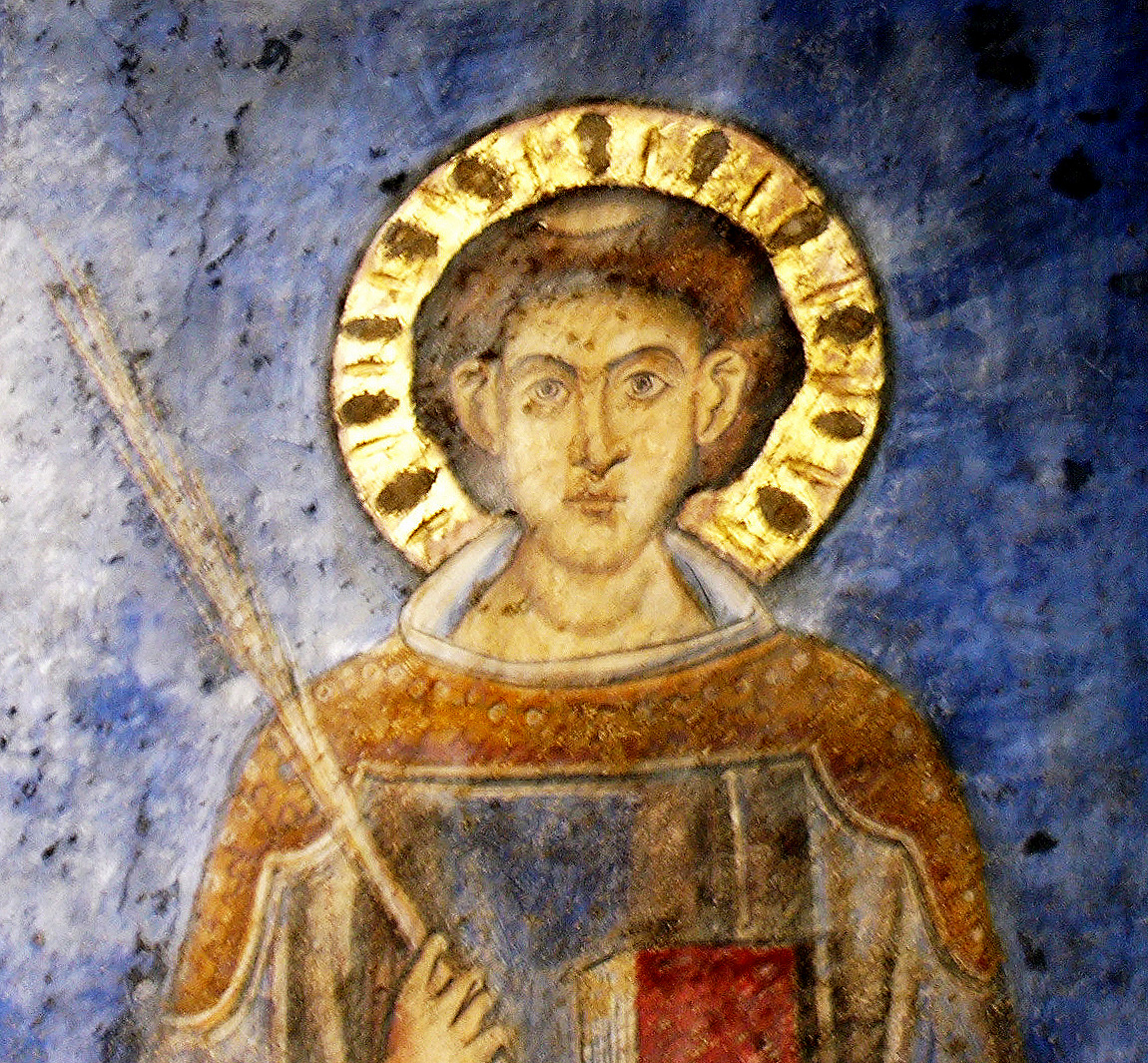
Jakobus der Ältere

- Jakobus, Sohn des Alphäus, christlicher ApostelJakobus, Sohn des Alphäus
- Jakoby, Bernard (* 1957), deutscher Autor

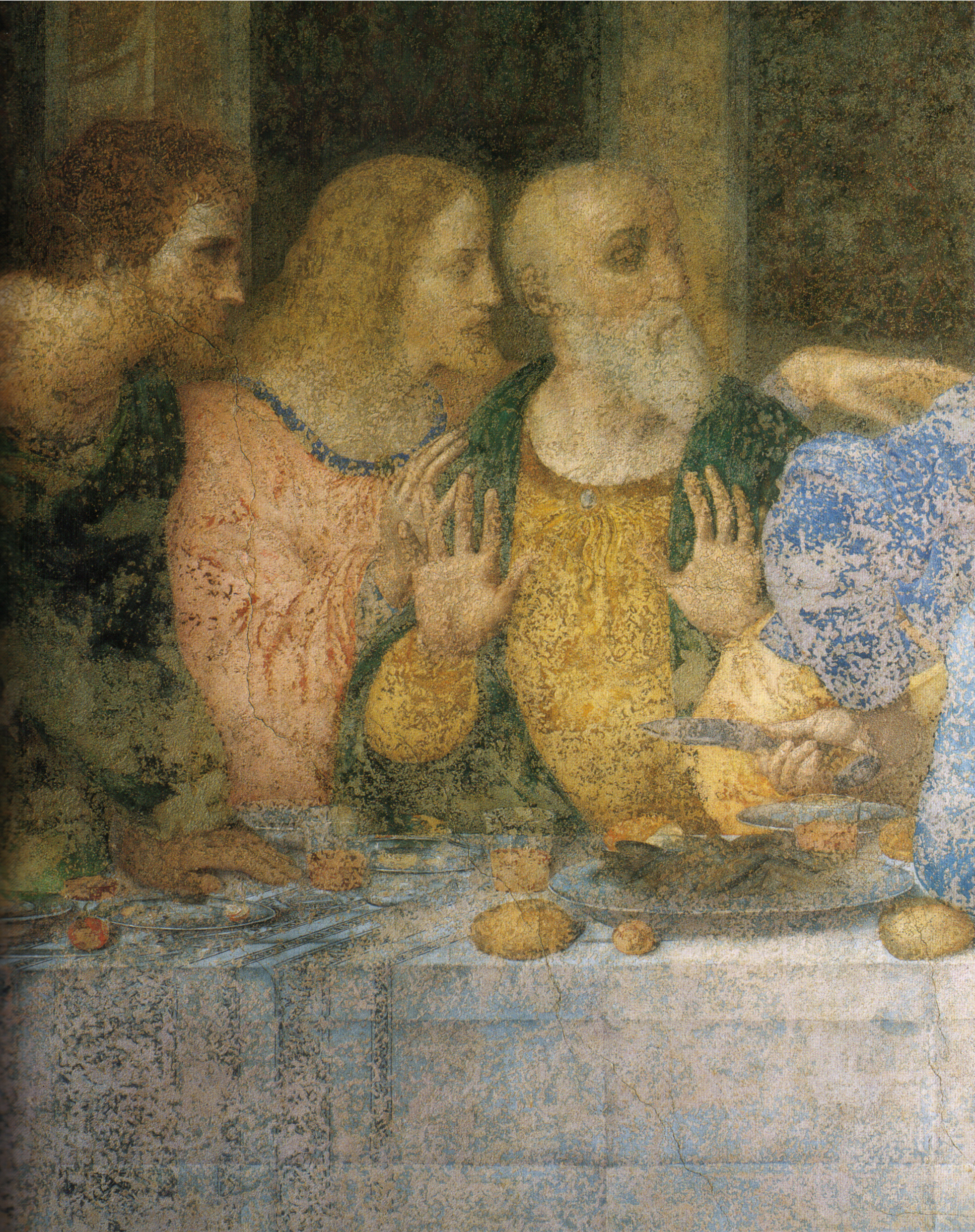
Jakobus, Sohn des Alphäus

- Jakoby, Bernhard (* 1966), österreichischer Hochschullehrer, Leiter des Instituts für Mikroelektronik und Mikrosensorik an der JKU Linz
- Jakoby, Friedrich-Wilhelm (1899–1967), deutscher Polizeibeamter und Offizier, zuletzt Generalleutnant im Zweiten Weltkrieg
- Jakoby, Richard (1929–2017), deutscher Musikpädagoge und Kulturmanager
- Jakoby, Walter (* 1958), deutscher Automatisierungstechniker

#### Jakol
- Jakoliš, Marin (* 1996), kroatischer Fußballspieler

#### Jakom
- Jakomin, Saša (* 1973), slowenischer Fußballspieler
- Jakomini, Franz von (1790–1863), österreichischer Kaufmann und Politiker

#### Jakon
- Jakoncig, Guido (1895–1972), österreichischer Minister

#### Jakop
- Jakop, Zdravko (* 1967), kroatischer General und Politiker
- Jakopič, Albin (1912–1947), jugoslawischer Skispringer
- Jakopič, Rihard (1869–1943), jugoslawischer Maler
- Jakopič, Rok (* 1987), slowenisch-kroatischer Eishockeyspieler
- Jakopin, John (* 1975), kanadischer Eishockeyspieler

#### Jakos
- Jakosits, Michael (* 1970), deutscher Sportschütze

#### Jakou
- Jakoubek, Alfred (* 1950), deutscher Kommunalpolitiker
- Jakoubková, Eva (1952–2005), tschechische Filmschauspielerin

#### Jakov
- Jakova, Ludovik (1912–1988), albanischer Fußballspieler und -trainer
- Jakova, Tuk (1914–1959), albanischer kommunistischer Politiker
- Jakovac, Damir (* 1981), kroatischer Eishockeyspieler
- Jakovac, Franjo (* 1961), jugoslawischer Biathlet
- Jakovčić, Ivan (* 1957), kroatischer Politiker
- Jakovic, Dejan (* 1985), kanadischer Fußballspieler
- Jakovlev, Anatoli (* 1990), estnischer Eishockeyspieler
- Jakovļevs, Ģirts (* 1940), lettischer Schauspieler und Synchronsprecher
- Jakovljevic, Dejan (* 1991), bosnisch-herzegowinischer Fußballspieler
- Jakovljević, Dragoslav (1932–2012), jugoslawischer Boxer
- Jakovljević, Hrvoje (* 1991), kroatischer Fußballspieler
- Jakovljevic, Marcus (* 1973), Film-, Fernseh- und Theaterschauspieler, Regisseur und SynchronsprecherMarcus Jakovljevic (* 1973)

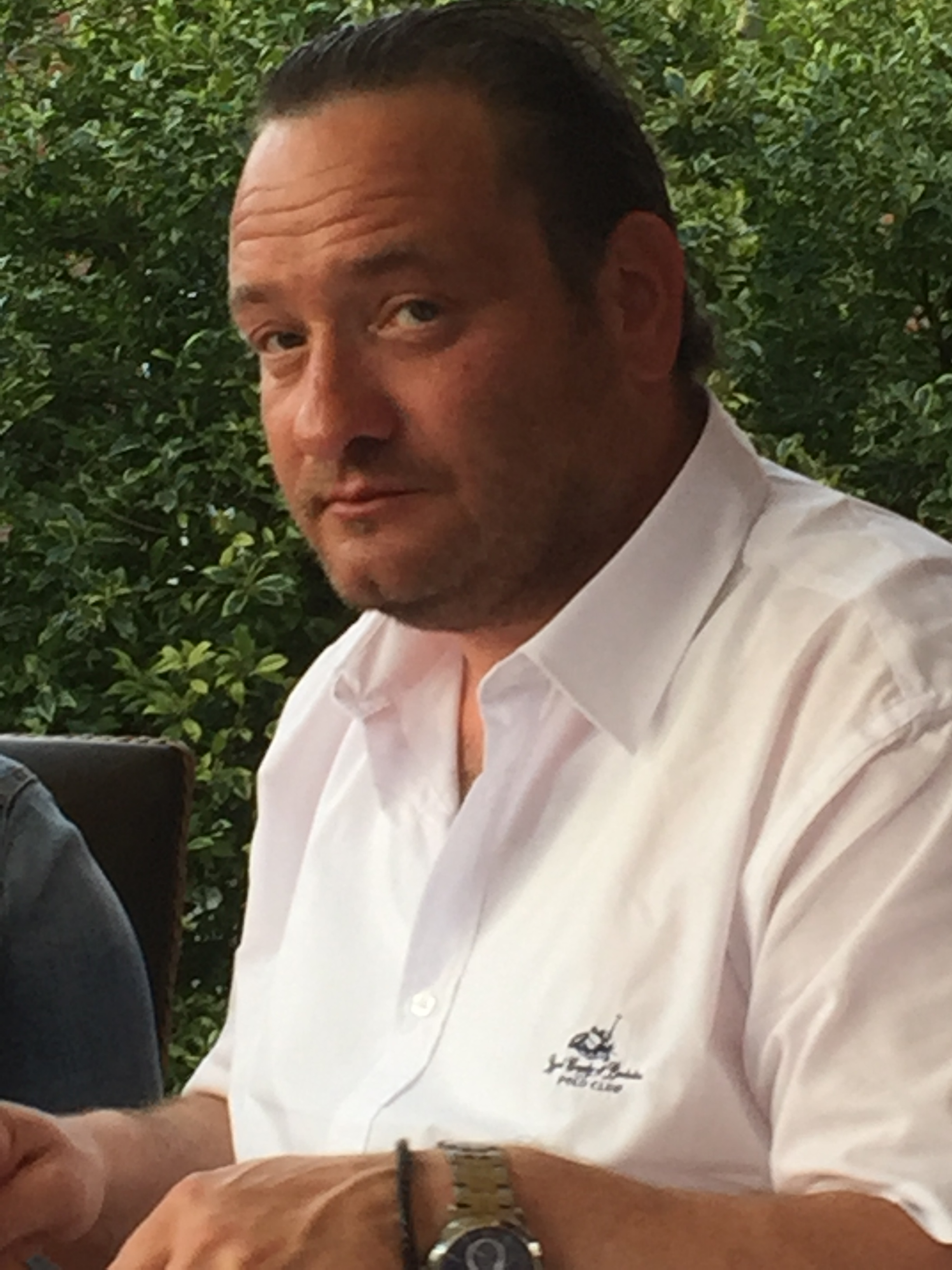
Marcus Jakovljevic (* 1973)

- Jakovljević, Milomir (1954–2015), jugoslawischer Fußballspieler

#### Jakow
- Jakowa, Wioleta (1923–1944), bulgarische Widerstandskämpferin
- Jakowenko, Alexander Wladimirowitsch (* 1954), russischer Diplomat
- Jakowenko, Boris Walentinowitsch (1884–1949), russischer Philosoph und Publizist
- Jakowenko, Dmitri Olegowitsch (* 1983), russischer Großmeister im Schach
- Jakowenko, Dmytro (* 1992), ukrainischer Hochspringer
- Jakowenko, Nikolai Iwanowitsch (1941–2006), sowjetischer Ringer
- Jakowenko, Oleksandr (* 1987), ukrainischer Fußballspieler
- Jakowenko, Pawlo (* 1964), sowjetisch-ukrainischer Fußballspieler
- Jakowenko, Sergei (* 1976), kasachischer Eishockeyspieler
- Jakowischina, Jelena Dmitrijewna (* 1992), russische SkirennläuferinJelena Dmitrijewna Jakowischina (* 1992)

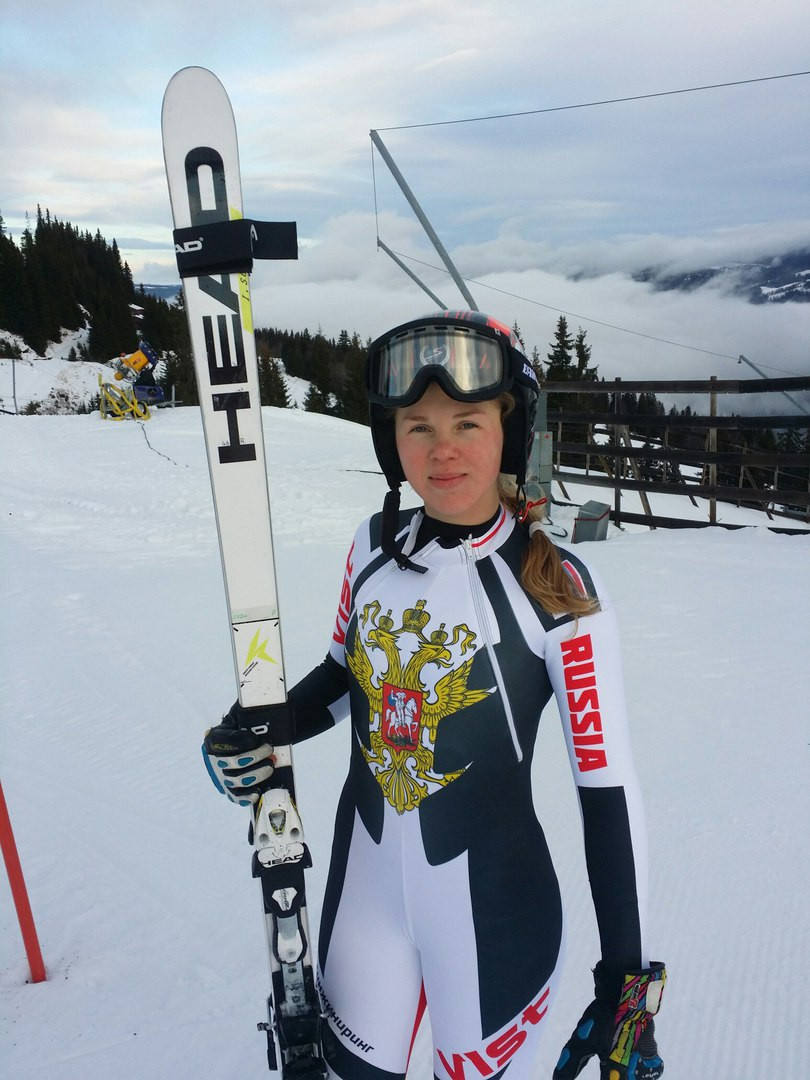
Jelena Dmitrijewna Jakowischina (* 1992)

- Jakowitsch, Florian (1923–2020), österreichischer Maler, Zeichner und Glaskünstler
- Jakowkin, Awenir Alexandrowitsch (1887–1974), russischer Astronom
- Jakowlew, Alexander Alexandrowitsch (1879–1951), russisch-sowjetischer Architekt
- Jakowlew, Alexander Anatoljewitsch (1946–2016), russischer Schauspieler
- Jakowlew, Alexander Jewgenjewitsch (1887–1938), russisch-französischer Maler, Zeichner und Designer
- Jakowlew, Alexander Nikolajewitsch (1923–2005), sowjetischer PolitikerAlexander Nikolajewitsch Jakowlew (1923–2005)

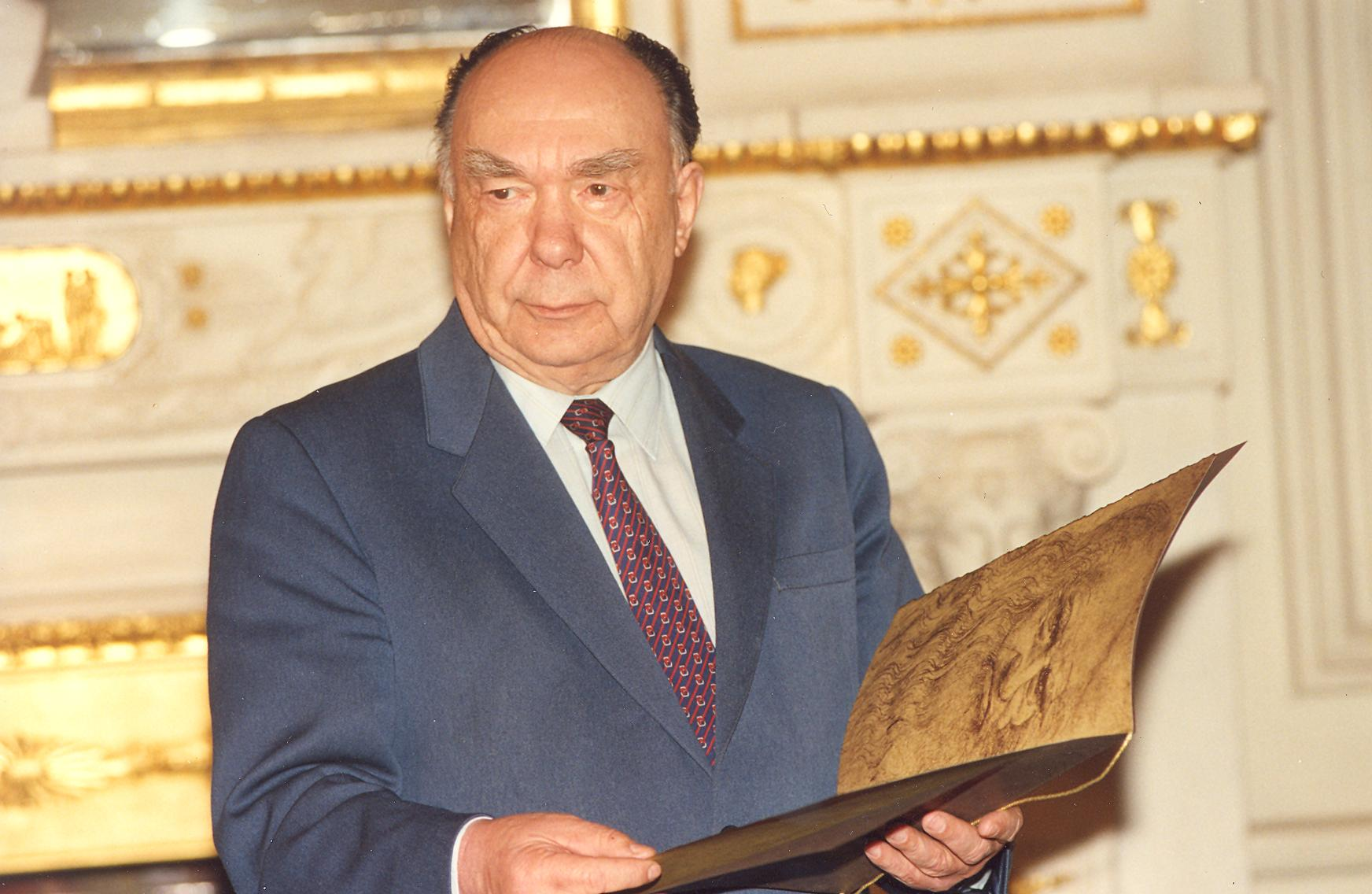
Alexander Nikolajewitsch Jakowlew (1923–2005)

- Jakowlew, Alexander Sergejewitsch (1906–1989), sowjetischer Flugzeugkonstrukteur, Chefingenieur des nach ihm benannten Konstruktionsbüros Jakowlew
- Jakowlew, Alexander Stepanowitsch (1886–1953), russischer Schriftsteller
- Jakowlew, Andrei Alexejewitsch (* 1992), russischer Tennisspieler
- Jakowlew, Borys (1945–2014), sowjetisch-ukrainischer Geher
- Jakowlew, Dmitri (* 1988), kasachischer Beachvolleyballspieler
- Jakowlew, Ioan Igorewitsch (* 1998), russischer Fußballspieler
- Jakowlew, Iwan Jakowlewitsch (1650–1707), russischer Staatsbeamter, Gardeoffizier und Schiffbauer
- Jakowlew, Jakow Arkadjewitsch (1896–1938), sowjetischer Parteifunktionär und Volkskommissar für Landwirtschaft
- Jakowlew, Jegor Konstantinowitsch (* 1991), russischer Eishockeyspieler
- Jakowlew, Jegor Wladimirowitsch (1930–2005), russischer Journalist und Schriftsteller
- Jakowlew, Jewgeni (* 1980), kasachischer Radrennfahrer
- Jakowlew, Juri Wassiljewitsch (1928–2013), russischer Schauspieler
- Jakowlew, Nikolai Dmitrijewitsch (1898–1972), sowjetisch-russischer Generalleutnant
- Jakowlew, Nikolai Feofanowitsch (1892–1974), russischer und sowjetischer Sprachwissenschaftler
- Jakowlew, Nikolai Nikolajewitsch (1870–1966), russischer Geologe, Paläontologe und Hochschullehrer
- Jakowlew, Pawel Kusmitsch (* 1958), sowjetisch-russischer Mittel- und Langstreckenläufer
- Jakowlew, Postnik, russischer Architekt
- Jakowlew, Sawwa Jakowlewitsch (1712–1784), russischer Unternehmer, Großindustrieller und Mäzen
- Jakowlew, Sergei (* 1976), kasachischer Radrennfahrer
- Jakowlew, Wassyl (* 1972), ukrainischer Radrennfahrer
- Jakowlew, Weniamin Fjodorowitsch (1932–2018), sowjetischer und russischer Jurist und Politiker
- Jakowlew, Wjatscheslaw Jurjewitsch (* 1960), sowjetischer Boxer
- Jakowlew, Wladimir Anatoljewitsch (* 1944), russischer Politiker
- Jakowlew, Wladimir Jegorowitsch (* 1959), russischer Journalist
- Jakowlew, Wladislaw Gennadjewitsch (* 2002), russischer Fußballspieler
- Jakowlew, Wsewolod Fjodorowitsch (1895–1974), sowjetischer General
- Jakowlewa, Alexandra Jewgenjewna (1957–2022), sowjetische bzw. russische Film- und Theaterschauspielerin, Filmregisseurin und PolitikerinAlexandra Jewgenjewna Jakowlewa (1957–2022)

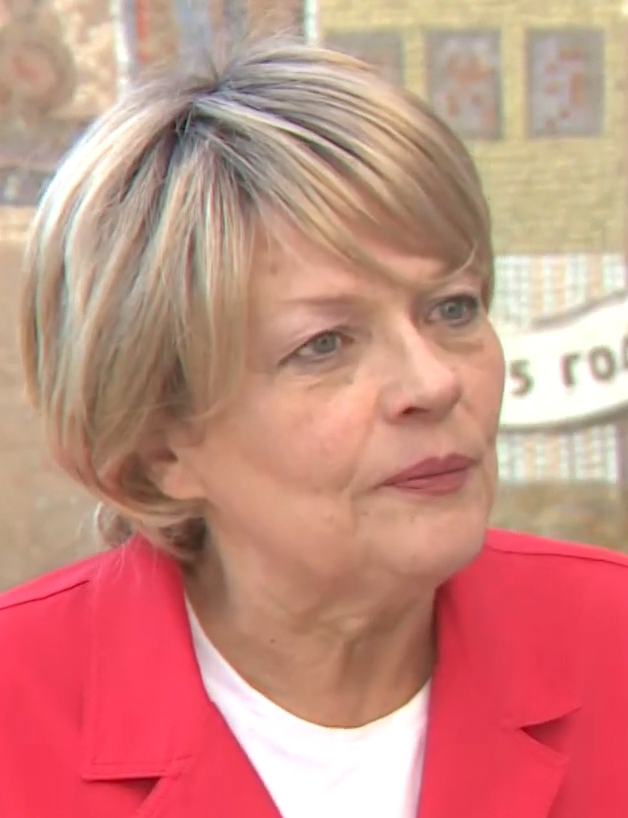
Alexandra Jewgenjewna Jakowlewa (1957–2022)

- Jakowlewa, Alla Alexandrowna (* 1963), sowjetische Radrennfahrerin
- Jakowlewa, Anna Michailowna (* 1997), russische Tennisspielerin
- Jakowlewa, Diana Alexejewna (* 1988), russische Florettfechterin
- Jakowlewa, Jelena Alexejewna (* 1961), russische SchauspielerinJelena Alexejewna Jakowlewa (* 1961)

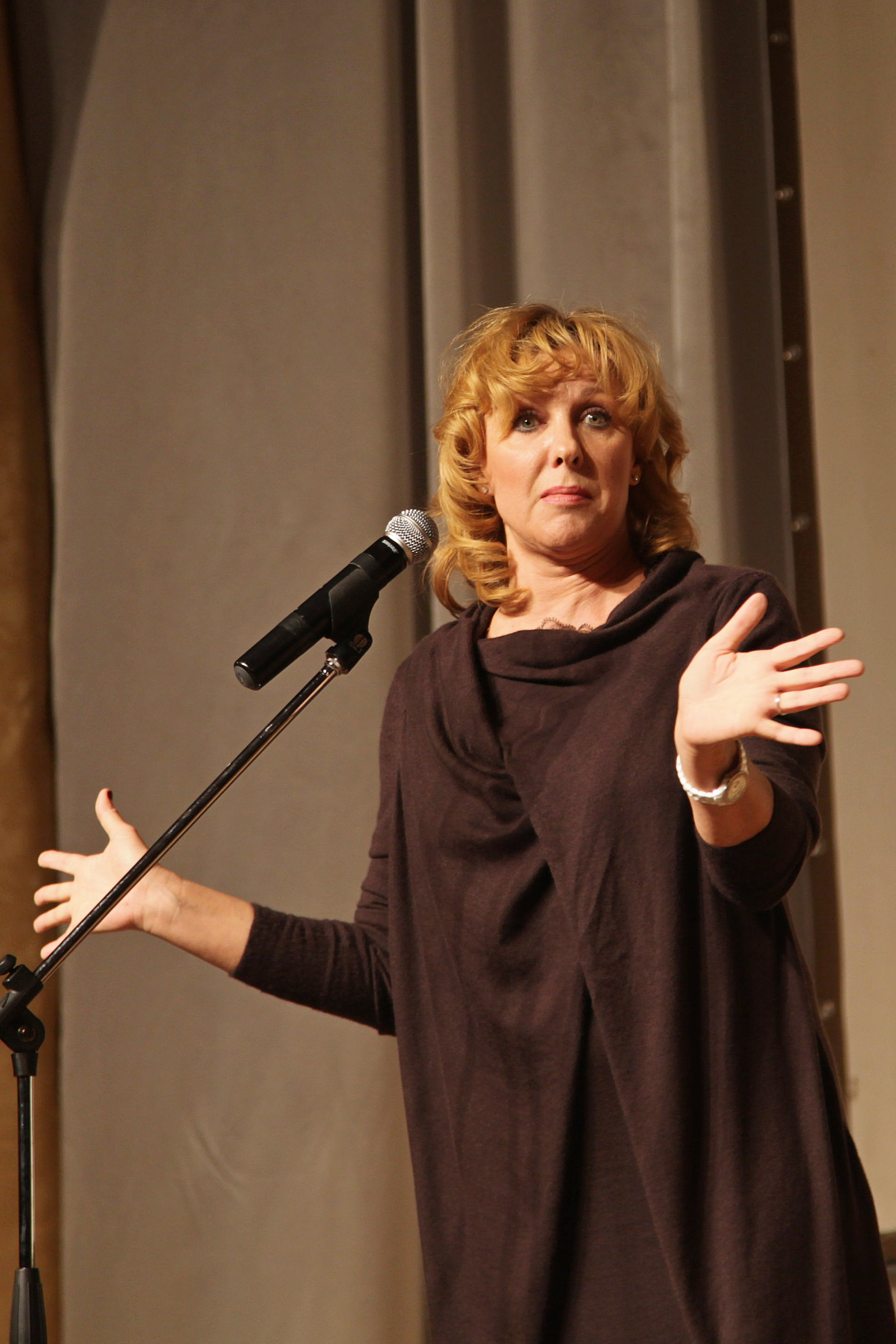
Jelena Alexejewna Jakowlewa (* 1961)

- Jakowlewa, Jelena Semjonowna (* 1969), russische Gesellschaftsaktivistin, Duojár, Illustratorin und Lehrbuchautorin
- Jakowlewa, Lidija Artjomowna (* 2001), russische Skispringerin
- Jakowlewa, Lora Grigorjewna (1932–2022), russische Schachspielerin
- Jakowlewa, Marija Artjomowna (* 1999), russische Skispringerin
- Jakowlewa, Tatjana Alexejewna (1906–1991), russische Muse des russischen Dichters Wladimir Majakowski, New Yorker Stilikone der 1950er und 1960er Jahre
- Jakowlewa, Warwara Nikolajewna (1884–1941), russische Revolutionärin und sowjetische Politikerin
- Jakowljew, Maksym (* 1982), ukrainischer Politikwissenschaftler und Hochschullehrer
- Jakowljew, Oleksandr (* 1957), ukrainischer Dreispringer
- Jakowljewa, Oksana (* 1980), ukrainische Biathletin

### Jakr
- Jakrayut Vivatvanit (* 1998), thailändischer Fußballspieler
- Jakree Nimnuan (* 1992), thailändischer Fußballspieler
- Jakree Pankam (* 1992), thailändischer Fußballspieler

### Jaks
- Jaks, Ilmar (1923–2019), estnischer Schriftsteller
- Jaks, Kurt (* 1947), deutscher Versicherungskaufmann und Betriebswirt
- Jakš, Martin (* 1986), tschechischer Skilangläufer
- Jaks, Pauli (* 1972), Schweizer Eishockeytorhüter
- Jaks, Peter (1966–2011), Schweizer Eishockeyspieler und -funktionär
- Jaksch von Wartenhorst, August (1859–1932), österreichischer Historiker und Archivar
- Jaksch, Anton von (1810–1887), österreichischer Internist
- Jaksch, Ewald (* 1947), deutscher Politiker (Zentrum)
- Jaksch, Friedrich (1894–1946), sudetendeutscher Schriftsteller
- Jaksch, Hans (1879–1970), österreichischer Architekt
- Jaksch, Josef (1873–1951), österreichischer Politiker (SDAP), Landtagsabgeordneter
- Jaksch, Mario (* 1981), österreichischer Politiker (FPÖ)
- Jaksch, Rudolf von (1855–1947), böhmischer Internist
- Jaksch, Tecelin (1885–1954), tschechischer Ordensgeistlicher (OCist) und Abt
- Jaksch, Wenzel (1896–1966), deutscher Politiker (DSAP, SPD), MdB
- Jaksche, Harald (1933–2014), österreichischer Slawist
- Jaksche, Jörg (* 1976), deutscher RadrennfahrerJörg Jaksche (* 1976)

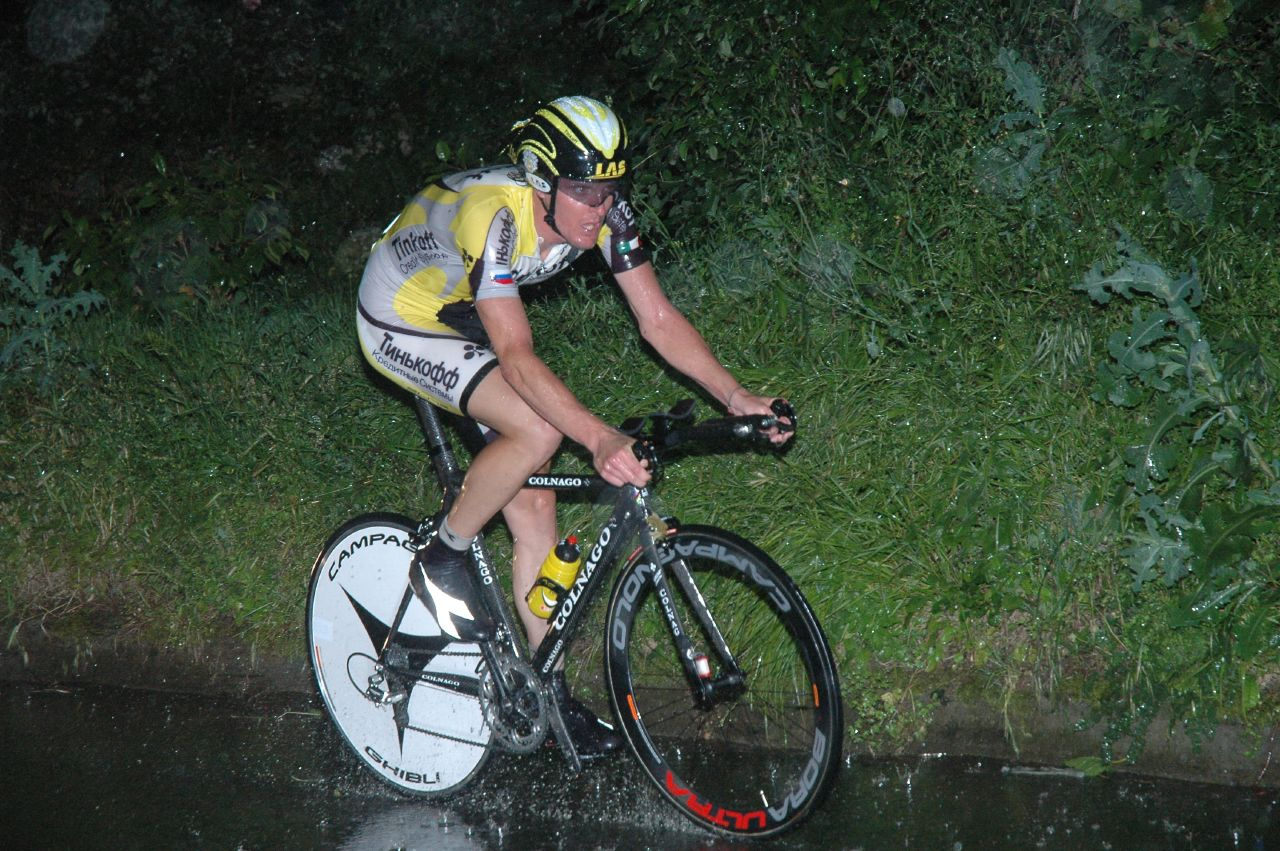
Jörg Jaksche (* 1976)

- Jakschik, Malte (* 1993), deutscher Ruderer
- Jakschin, Alexander Andrejewitsch (1907–1961), sowjetischer Geologe und Hochschullehrer
- Jakschina, Walentina Wladimirowna (* 1976), russische Eisschnellläuferin
- Jakschtat, Bernhard (1896–1965), deutscher Volks-, Opern- und Operettensänger (Bariton) sowie Rundfunkkünstler
- Jakšeković, Marijan, jugoslawisch-kroatischer Handballspieler
- Jakšetić, Vedrana (* 1996), kroatische Volleyballspielerin
- Jakševičiūtė-Venclauskienė, Stanislava (1874–1958), litauische Schauspielerin und Regisseurin
- Jakšić, Ana (* 1986), serbische Volleyballspielerin
- Jakšić, Đura (1832–1878), serbischer realistischer Dichter, Lehrer, Maler, Redner und Seefahrer
- Jakšić, Milovan (1909–1953), jugoslawischer Fußballspieler
- Jakšić, Nikola (* 1997), serbischer Wasserballer
- Jakšić, Petar (* 2001), serbischer Wasserballspieler
- Jaksjø, Christian (* 1973), norwegischer Jazzmusiker (Posaune, Euphonium) und Komponist
- Jakšlová, Markéta (* 1985), tschechische Sängerin
- Jakst, Hans-Peter (* 1954), deutscher Radrennfahrer
- Jakštas, Gintautas (* 1990), litauischer Politiker
- Jakštas, Vaidotas (* 1972), litauischer Politiker, Vizeminister für Innen
- Jakštas, Valdemaras (* 1956), litauischer Politiker
- Jakstat, Werner (* 1958), deutscher Polizist und Präsident des Landeskriminalamts Thüringen
- Jakstein, Werner (1876–1961), deutscher Architekt, Maler, Schriftsteller und Architekturhistoriker
- Jakštienė, Justina (* 1980), litauische Politikerin
- Jakšto, Jaroslavas (* 1980), litauischer Boxer
- Jakštonytė, Sigutė (* 1956), litauische Diplomatin und Juristin
- Jaksunin, Sangwan (* 1984), thailändische Leichtathletin

### Jaku
- Jaku, Maja (* 1971), österreichische Jazz- und Soulsängerin
- Jakub Bek († 1877), zentralasiatischer Warlord und Herrscher
- Jakub von Stadice, tschechischer Bauer, der auch als der „König von Stadlice“ bezeichnet wird
- Jakub, Lisa (* 1978), kanadische Schauspielerin
- Jakuba, Denis Jewgenjewitsch (* 1996), russischer Fußballspieler
- Jakuba, Roman (* 2001), ukrainischer Fußballspieler
- Jakubāns, Andris (1941–2008), lettischer Prosaiker, Drehbuchautor und Zeitungsherausgeber
- Jakubas, Zbigniew (* 1952), polnischer Unternehmer
- Jakubaschk, Hagen (1934–2005), deutscher Fachschriftsteller auf den Gebieten Elektronik und Nachrichtentechnik
- Jakubaschk, Ronny (* 1979), deutscher Theaterregisseur
- Jakubaschke, Sigrun (* 1957), deutsche Malerin und Kunstprofessorin
- Jakubauskas, Sigitas (* 1958), litauischer Fußballspieler
- Jakubauskienė, Marija (* 1978), litauische linke Politikerin und Gesundheitsministerin
- Jakubczak, Anna (* 1973), polnische Mittelstreckenläuferin
- Jakubczyk, Lucas (* 1985), deutscher Leichtathlet
- Jakubec, František (1956–2016), tschechoslowakischer Fußballspieler
- Jakubec, Jan (1862–1936), tschechischer Literaturhistoriker
- Jakubec, Peter (* 1966), österreichischer Fußballspieler und Trainer
- Jakubech, Adam (* 1997), slowakischer Fußballtorwart
- Jakubeit, Barbara (* 1945), deutsche Architektin, Hochschullehrerin und Managerin
- Jakubeit, Peter (1939–2018), deutscher Autor
- Jakubek, Rudolf (1902–1968), deutscher Maler und Grafiker
- Jakubėnas, Vladas (1903–1976), litauischer Komponist, Pädagoge und Musikkritiker
- Jakubenko, Aaron (* 1988), australischer Schauspieler
- Jakubetz, Christian (* 1965), deutschsprachiger Journalist
- Jakubiak, Elżbieta (* 1966), polnische Politikerin, Mitglied des Sejm und Ministerin für Sport und Tourismus
- Jakubiak, Marek (* 1959), polnischer Unternehmer und PolitikerMarek Jakubiak (* 1959)

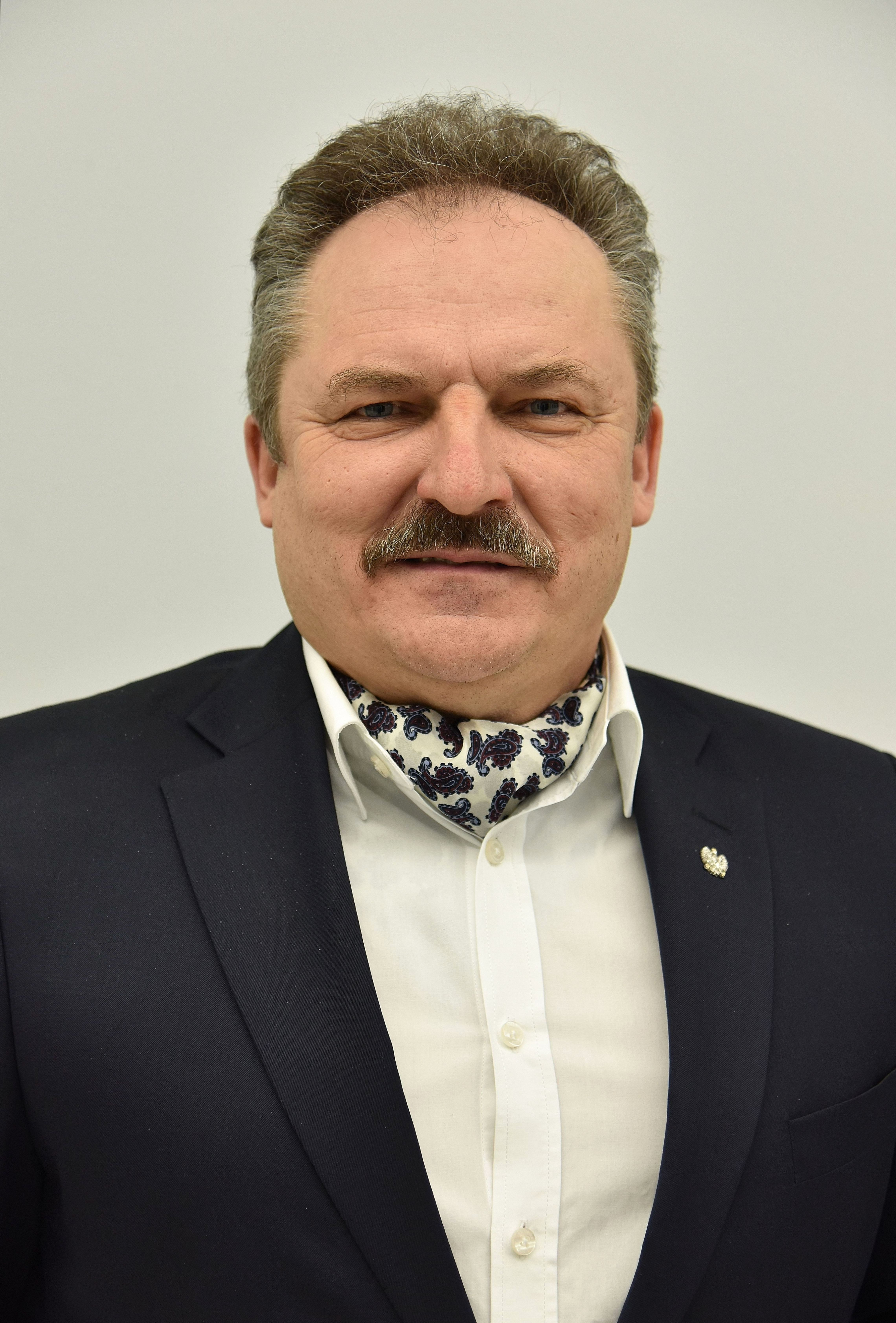
Marek Jakubiak (* 1959)

- Jakubiak, Sebastian (* 1993), deutscher Fußballspieler
- Jakubica, Mikławš, Verfasser der niedersorbischen Übersetzung des Neuen Testaments
- Jakubik, Andrei Alexandrowitsch (* 1950), russischer Fußballspieler
- Jakubinyi, György (* 1946), rumänischer Geistlicher und emeritierter römisch-katholischer Erzbischof von ALba Iulia
- Jakubisko, Juraj (1938–2023), tschechoslowakischer bzw. slowakischer Regisseur
- Jakubisová, Lýdia (* 1981), slowakische Handballspielerin und -trainerin
- Jakubitzka, Daniel (* 1996), österreichischer Eishockeyspieler
- Jakubko, Jakub (* 2004), slowakischer Fußballspieler
- Jakubko, Martin (* 1980), slowakischer Fußballspieler
- Jakubov, Jakub (* 1989), tschechischer Fußballtorhüter
- Jakubow, Michail Jurjewitsch (* 1982), russischer Eishockeyspieler
- Jakubowicz, Alain, Filmeditor und Produktionsleiter
- Jakubowicz, Grzegorz (* 1990), polnischer Biathlet
- Jakubowicz, Josef (1925–2013), polnischer Holocaustüberlebender
- Jakubowitsch, Alexander Iwanowitsch (1792–1845), russischer Hauptmann und Dekabrist
- Jakubowitsch, Nadeschda Wassiljewna (* 1954), sowjetische Speerwerferin
- Jakubowitsch, Nikolai Martynowitsch († 1879), russischer Histologe, Embryologe und Physiologe
- Jakubowitsch, Pjotr Filippowitsch (1860–1911), russischer Schriftsteller, Dichter und Übersetzer
- Jakubowska, Kinga (* 1999), polnische Handball- und Beachhandballspielerin
- Jakubowska, Krystyna (* 1942), polnische Volleyballspielerin
- Jakubowska, Sabina, polnische Autorin
- Jakubowska, Wanda (1907–1998), polnische Filmregisseurin
- Jakubowski, Ariel (* 1977), polnischer Fußballspieler
- Jakubowski, Bernd (1952–2007), deutscher FußballtorwartBernd Jakubowski (1952–2007)

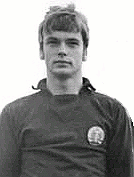
Bernd Jakubowski (1952–2007)

- Jakubowski, Dmitri Olegowitsch (* 1963), russischer Jurist
- Jakubowski, François (* 1958), französischer Unternehmer und Autorennfahrer
- Jakubowski, Igor (* 1992), polnischer Boxer
- Jakubowski, Iwan Ignatjewitsch (1912–1976), sowjetischer Militär, Marschall der Sowjetunion und Oberbefehlshaber des Warschauer Paktes
- Jakubowski, Jackie (1951–2020), schwedisch-polnischer Schriftsteller und Journalist
- Jakubowski, Józef (1796–1866), Arzt und galizischer Politiker im Kaiserreich Österreich
- Jakubowski, Józef (1895–1926), Justizopfer im Deutschen Reich
- Jakubowski, Maciej (1837–1915), polnischer Kinderarzt, Rektor der Jagiellonen-Universität und Ehrenbürger von Krakau
- Jakubowski, Maxim (* 1944), britischer Science-Fiction-Autor und -Herausgeber
- Jakubowski, Thaddeus Joseph (1924–2013), US-amerikanischer Geistlicher, Weihbischof in Chicago
- Jakubowski, Wojciech (1712–1784), polnischer Schriftsteller, Militärperson und Politiker
- Jakubowski-Tiessen, Manfred (* 1948), deutscher Historiker und Hochschullehrer
- Jakubšová, Martina (* 1988), tschechische Volleyballspielerin
- Jakubzik, Frank (* 1965), deutscher Übersetzer und Schriftsteller
- Jakučionis, Povilas (1932–2022), litauischer Politiker
- Jakugon (1702–1771), japanischer Mönch, Autor und Kalligraf
- Jakujew, Magomed Ruslanowitsch (* 2004), russischer Fußballspieler
- Jakulevičienė, Lyra (* 1974), litauische Juristin, Völkerrechtlerin, Asylrechtlerin, Hochschullehrerin
- Jakulow, Georgi Bogdanowitsch (1884–1928), armenisch-russischer Maler, Bühnen- und Kostümbildner
- Jakunin, Gleb Pawlowitsch (1934–2014), russisch-orthodoxer Priester
- Jakunin, Wladimir Iwanowitsch (* 1948), sowjetischer Diplomat und russischer PolitikerWladimir Iwanowitsch Jakunin (* 1948)

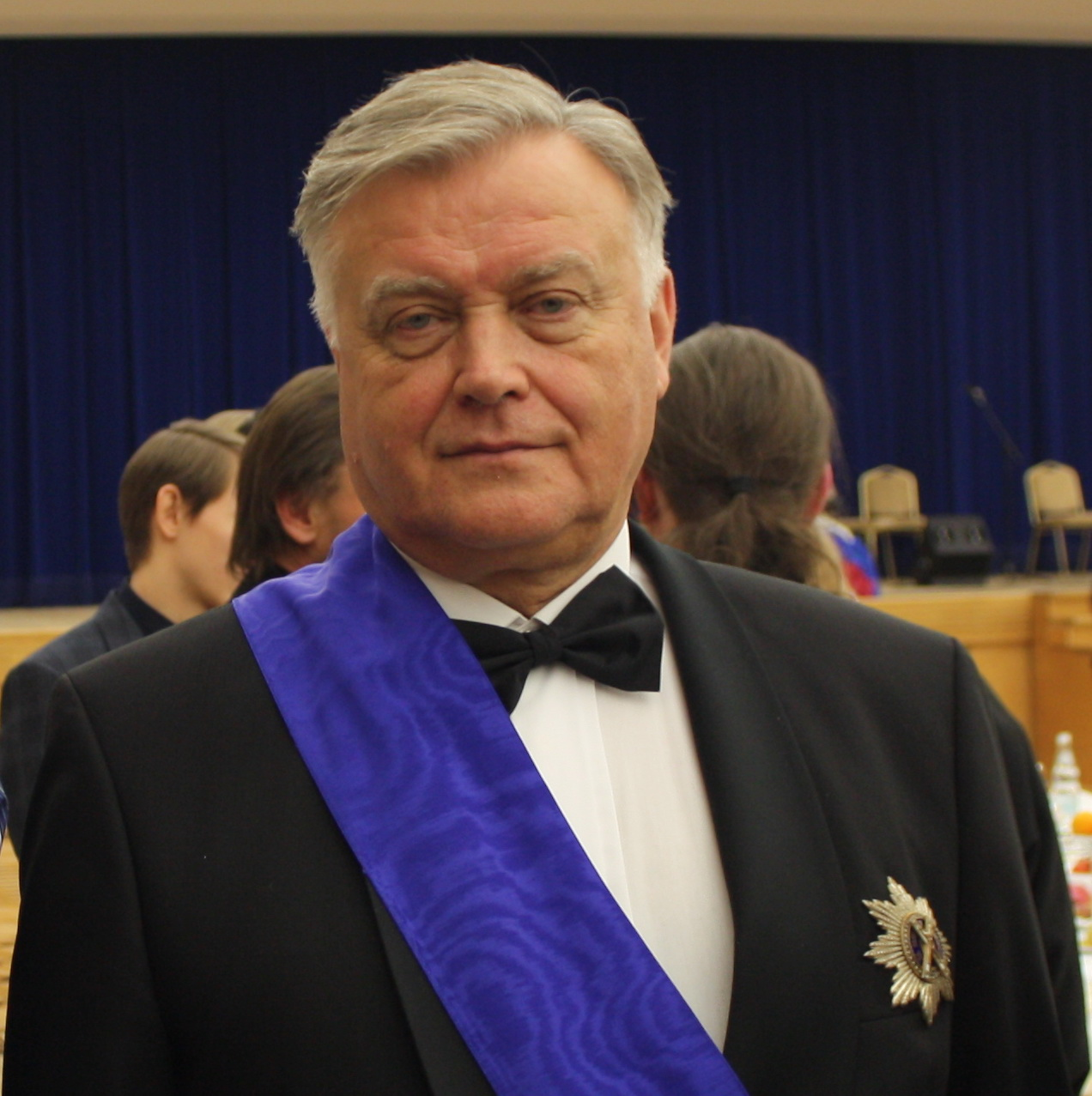
Wladimir Iwanowitsch Jakunin (* 1948)

- Jakuntschikow, Wassili Iwanowitsch (1827–1907), russischer Unternehmer und Mäzen
- Jakuntschikowa, Marija Fjodorowna (1863–1952), russische Künstlerin und Kunsthandwerkerin
- Jakuntschikowa, Marija Wassiljewna (1870–1902), russische Künstlerin
- Jakupi, Leonora (* 1979), kosovo-albanische Pop-Sängerin
- Jakupovic, Arnel (* 1998), österreichischer Fußballspieler
- Jakupović, Dalila (* 1991), slowenische Tennisspielerin
- Jakupović, Eldin (* 1984), bosnisch-herzegowinisch-schweizerischer Fußballtorhüter
- Jakupow, Alexander Nikolajewitsch (* 1951), russischer Dirigent und Pädagoge
- Jakupow, Nail Railowitsch (* 1993), russischer Eishockeyspieler
- Jakupow, Waliulla Machmutowitsch (1963–2012), russischer Islamist
- Jákupsson, Bárður (* 1943), färöischer Maler, Grafiker und Kunstbuchautor
- Jákupsson, Pætur, Løgmaður der Färöer
- Jákupsstovu, Jákup í (1922–1976), färöischer Politiker
- Jakuren (1139–1202), japanischer Lyriker
- Jakusch, Niklas (* 1989), deutscher Fußballspieler
- Jakuscha, Wassili Fjodorowitsch (1958–2020), sowjetischer Ruderer
- Jakuscha, Wiktorija (* 1982), ukrainische Architektin, Designerin und Künstlerin
- Jakuschenko, Natalja (* 1972), ukrainische Rennrodlerin
- Jakuschew, Alexander Sergejewitsch (* 1947), russischer Eishockeyspieler und -trainer
- Jakuschew, Wiktor Prochorowitsch (1937–2001), russischer Eishockeyspieler
- Jakuschew, Wladimir Wladimirowitsch (* 1968), russischer Politiker
- Jakuschewa, Irina Alexandrowna (* 1974), russische Badmintonspielerin
- Jakuschewa, Marina Alexandrowna (* 1974), russische Badmintonspielerin
- Jakuschewski, Anatoli Stepanowitsch (* 1923), sowjetischer Historiker
- Jakuschewski, Pawel Andrejewitsch (* 1987), russischer Radsportler
- Jakuschin, Timofei Sergejewitsch (* 2000), russischer E-Sportler
- Jakuschkin, Iwan Dmitrijewitsch (1794–1857), russischer Hauptmann und Dekabrist
- Jakuschkin, Pawel Iwanowitsch (1822–1872), russischer Schriftsteller, ethnographischer Philologe und Anthropologe
- Jakuschkina, Anastassija Wassiljewna (1807–1846), Ehefrau des Dekabristen Iwan Jakuschkin
- Jakuschko, Olga Filippowna (1921–2012), sowjetisch-belarussische Geomorphologin, Limnologin und Hochschullehrerin
- Jakuschow, Nikolai Wiktorowitsch (* 1990), russischer Biathlet
- Jakuschowa, Olga Pawlowna (* 1991), russische Biathletin
- Jakuschyn, Dmytro (* 1978), ukrainischer Eishockeyspieler
- Jakushitsu, Genkō (1290–1367), japanischer Priester
- Jakuzenja, Maxim Jewgenjewitsch (* 1981), russischer Eishockeyspieler

### Jaky
- Jáky, József (1893–1950), ungarischer Ingenieur für Grundbau und Bodenmechanik
- Jakymenko, Oleksandr (* 1964), ukrainischer Beamter und Leiter des Sicherheitsdienstes der Ukraine
- Jakymtschuk, Ljuba (* 1985), ukrainische Schriftstellerin
- Jakymtschuk, Wita (* 1980), ukrainische Skilangläuferin